# Stöckey

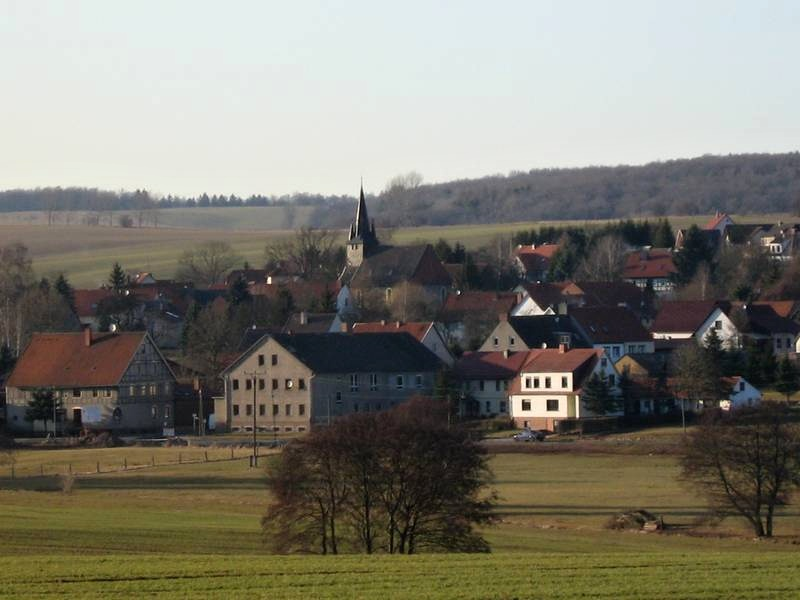
Ansicht auf Stöckey aus Südrichtung

Stöckey ist ein Ortsteil der Landgemeinde Sonnenstein im thüringischen Landkreis Eichsfeld. Es ist eines der wenigen Dörfer im Landkreis Eichsfeld, das nicht zum historischen Eichsfeld gehört.

## Geographie, Geologie und Relief

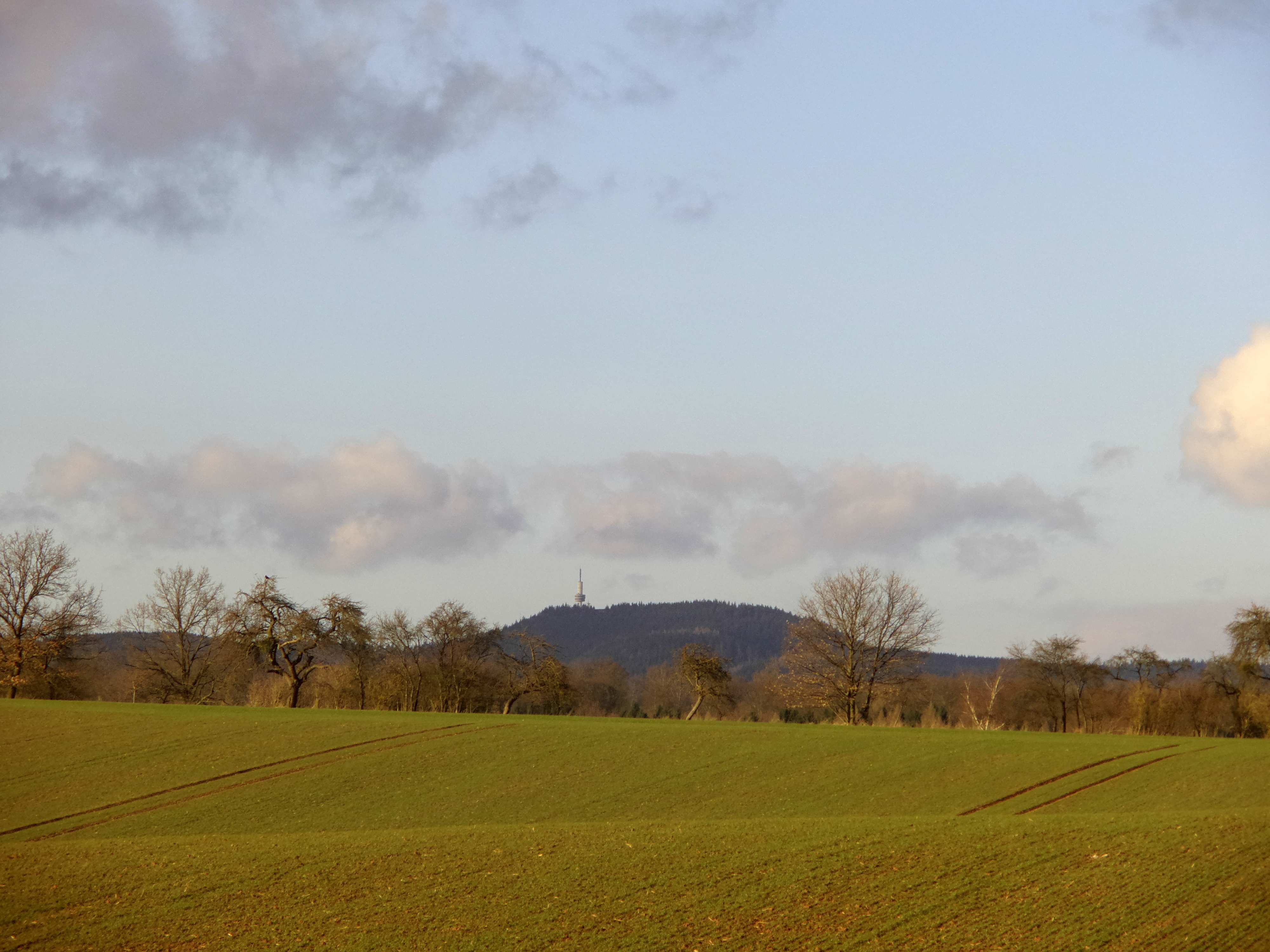
Blick auf den Ravenberg

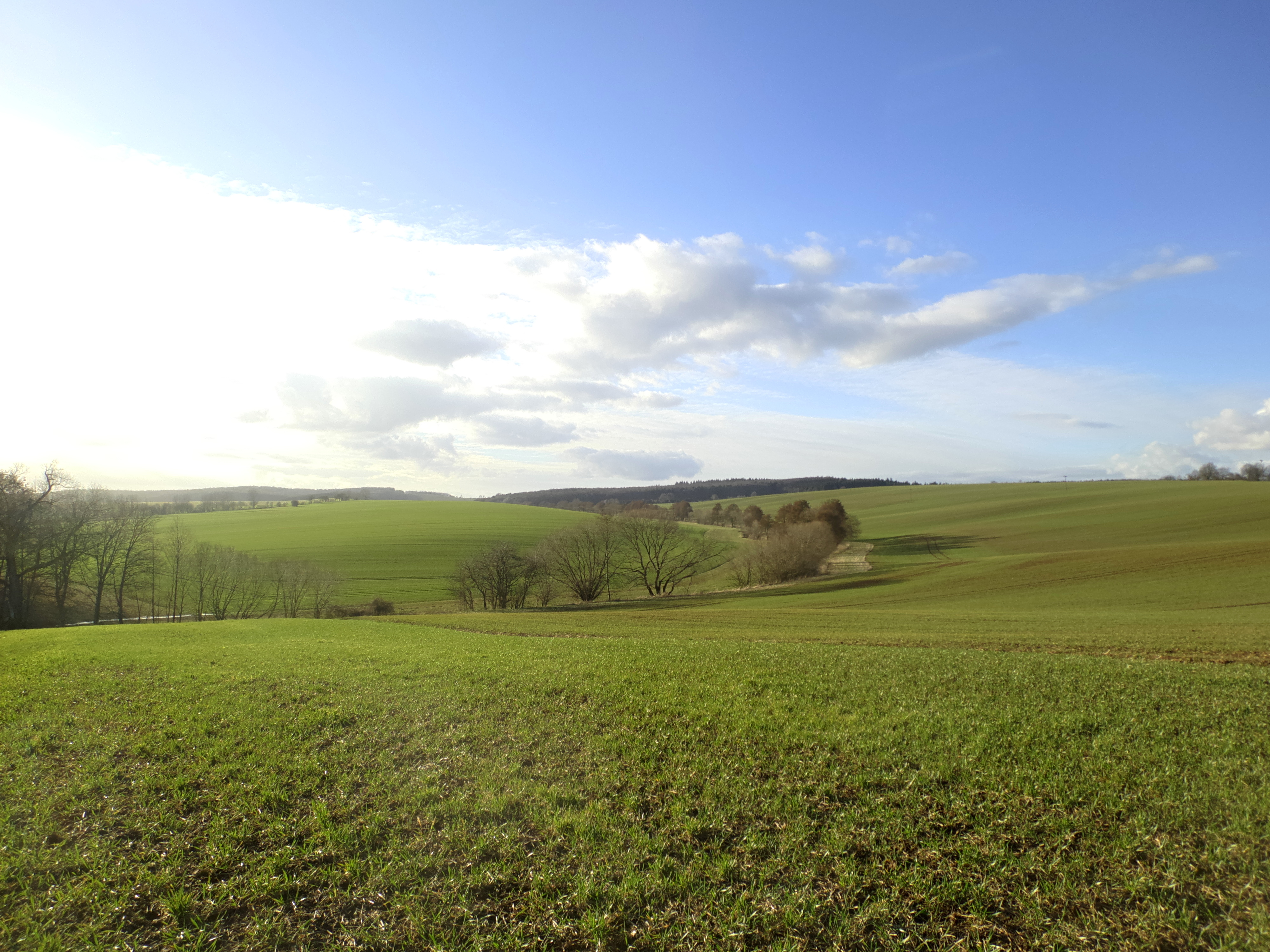
Typisches Landschaftsbild Stöckeys (Bildmitte: Einschnürung des Rinnebach)

Stöckey liegt am Rand des Südharzes im Tal der Helme, die in der Nähe des Dorfes entspringt. Ebenso durchziehen viele Nebenflüsse der Helme, wie Die Buchte, Pinte, Lindai, Rinnebach. Kulmbach, Schmerbach, Alt-Helme und dem Biertaler Bach, die Gemarkung Stöckey. Der Boden in dieser Region des Südharzes weist eine prägnante Rotfärbung auf, welche aus dem Grundgestein (Buntsandstein) resultiert. Der Ort ist von folgenden Bergen und Erhebungen umgeben: dem Questenberg (bis 253 m) und Rainsberg (237,3 m) im Süden, dem Brandskopf (bis 300 m) und Hüttenheimer Berg (333 m) im Westen, dem Nordberg (268), dem Weißen Stein (346,7 m) und dem Gnatzberg (300 m) im Nordwesten. In nördlicher Richtung prägt der Oberharz mit dem Ravensberg (659 m) das Landschaftsbild am Horizont. Ein großer Teil der Gesamtfläche ist mit Wald, landwirtschaftlicher Nutzfläche und teilweise moorigem Gebiet belegt. Zwischen Nordberg und Gnatzberg liegt das sogenannte Biertal (tiefste Stelle: um 267 m). Des Weiteren gibt es den Höhenzug der Hohen Straße, die einst bis zum Kloster Gerode führte und bis auf eine Höhe um 260 m auf unserer Gemarkung ansteigt. Unterhalb der Hohen Straße erstreckt sich das Liebesdorf mit dem Düstertal (tiefste Stelle: um 251 m). Der Helmespring als Quelltopf der Helme liegt auf einer Höhe von 237 m. Die bebaute Fläche von Stöckey bewegt sich auf einer Höhe zwischen 223 m und 250,9 m.

## Geschichte

### Mittelalter

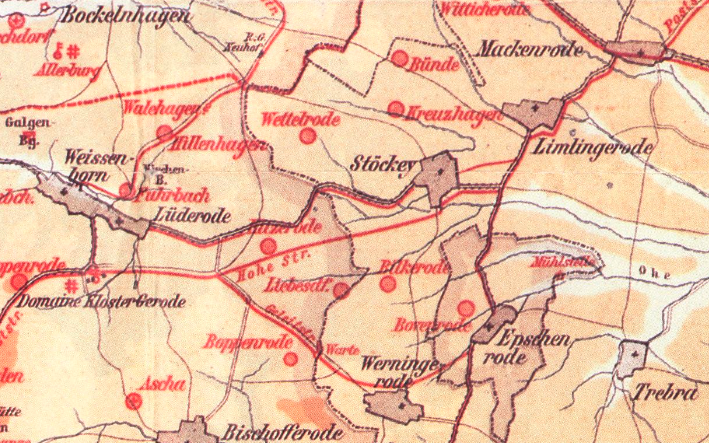
Wüstungskarte der Weilerorte um Stöckey

Das Dorf Stöckey beruft sich in seiner Entstehung angeblich auf eine dörfliche Siedlung, welche als 'Auf dem Helmeried' oder kurz 'Helmeried' verzeichnet wurde. Diese lag in unmittelbarer Nähe des Helmespring vorm Düstertal. Jenes Dorf siedelte sich laut Karten ungefähr Ende des 8., Anfang des 9. Jahrhunderts am hiesigen Ort zwischen Ohmgebirge und dem Südharzrand an. Um das Dorf urbar zu machen, wurden Rodungsmaßnahmen eingesetzt, wie das Suffix -ried, aber auch -rode bei anderen Dörfern der Umgebung, erahnen lässt. Auf der Gemarkung des Helmeried gab es ebenso wie später auch bei Stöckey viel Unterholz, welches gerodet werden musste. Der Name unseres Ortes leitet sich vom alt- und mittelhochdeutschen Wort stok für Baumstumpf oder -stamm sowie Stock oder Gestöck ab. Der Ort Stöckey selbst entstand im Verlauf des 10. Jahrhunderts zum 11. Jahrhundert unmittelbar um den Gutshof. Als eigenständiges Dorf ist es um 1029 herum erstmals verzeichnet und wurde selbst erst 1287 als Ort urkundlich erwähnt. Ein anderes Datum der Ersterwähnung wird auf das Jahr 1229 datiert und korrespondiert somit mit der Ersterwähnung des Nachbarortes Limlingerode besser. Die Gemarkung des entstandenen Rittergutes ist schon wesentlich früher als Stöckey in den mittelalterlichen Gaukarten verzeichnet gewesen. Aber in jenen späteren Karten sind bereits an der Grenze vom Helmegau zum Liesgau an Helme bzw. Ichte Stohka (Stöckey) und Maggenrod (Mackenrode) als Ortschaften benannt. Helmeried ist in diesen Karten im Zeitraum des 12. Jahrhunderts nur noch gelegentlich als Weiler verzeichnet und gegen Ende des Jahrhunderts nicht mehr aufzufinden. Denn an irgendeinem Punkt war Helmeried durch den Abzug ins flussaufwärts liegende Stöckey nicht mehr autonom lebensfähig und wurde somit zur Wüstung. Zudem ist die geringe Einwohnerzahl jeglicher Weiler stets leichte Beute für durchziehende Raubritterscharen gewesen. Da aber in Weilern, die Menschen näher aneinander wohnten und mehr miteinander arbeiteten, waren Seuchen in solchen einer schnelleren Ausbreitung unterworfen. Diese Gründe mögen bei mannigfaltigen Weilern der Region zur Wüstwerdung beigetragen haben.
In den umliegenden Wäldern auf der Markung Stöckeys bot ein hohes Vorkommen an Buchen und Eichen mit den dazugehörigen Fallfrüchten den Anwohnern die Chance eine hervorragende Schweinemast zu etablieren.
Zudem war Wassernot in Stöckey und seinen Weilern nie gegenwärtig, da sowohl die Helme, als auch die größeren Zuflüsse Ichte, Sete und Ohe höchstens einen Kilometer entfernt lagen. Die zahlreichen Quellen nahe Stöckey sorgten für reines Wasser mit angeblicher Wunderkraft. So soll nach dem Volksmund eine hohe Dame von Nordhusena (Nordhausen) sich das Helmewasser hatte liefern lassen und folgend davon genesen sein. Darauf vermachte sie dem Rittergut 4 Taler als Dank, somit war die Helmespring vermutlich Eigentum des Gutes. Für einen Hochwasserschutz wurden hunderte Hecken am Ufer Helme angepflanzt.

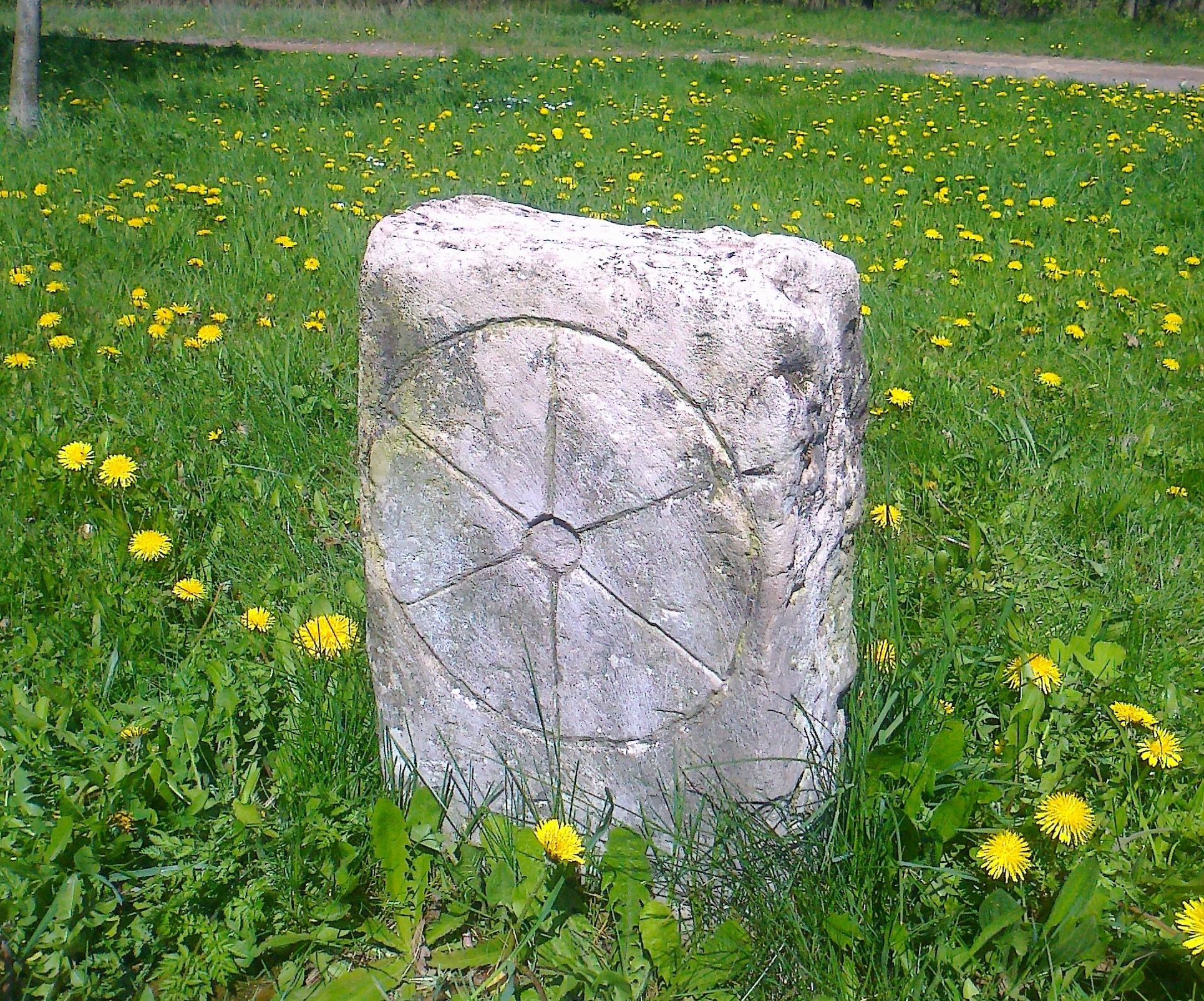
Grenzstein mit Mainzer Rad am Weißen Stein, Stöckey

 Bereits im 12. Jahrhundert untergliederte man die Region in Grafschaften. So erlangte erst die Grafschaft Klettenberg das Lehnsrecht an Stöckey und wurde zeitnah durch die Grafschaft Hohenstein in dieser Funktion beerbt. Innerhalb dieser Herrschaft kam Stöckey in die Hände von Wilhelm von Mainz als Erblehen seines Vaters Kaiser Otto I. Nach seinem Tod fiel es wieder in die Hände der Hohensteiner Grafen. Durch das Aussterben der Klettenberger Grafen erhielten dann die Grafen von Hohenstein (später Hohenstein-Klettenberg-Lohra) das Vollrecht an unserem Ort als Lehen. Zinspflicht herrschte für Stöckey unabhängig vom weltlichen Herrscher stets über das Kloster Walkenried an das Kloster Fulda.

### Hagensche Ära

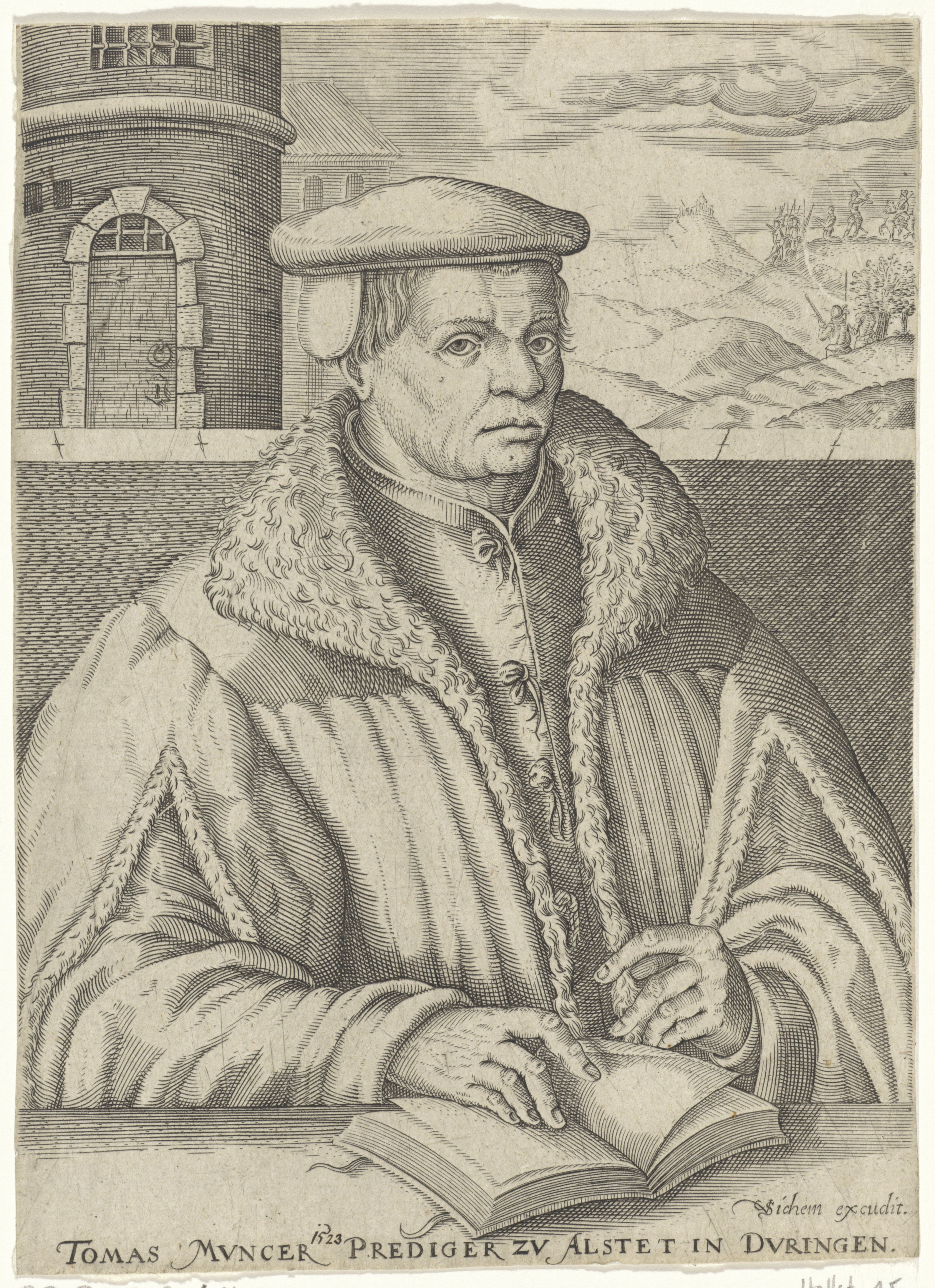
Thomas Müntzer, Kupferstich, Christoph van Sichem: 1608

Gericht zu Schiedungen im Südharz, Stich, um 1525

Zur Zeit des Bauernkrieges in Mitteldeutschland, als Thomas Müntzer zum Widerstand aufrief, folgten auch die unterdrückten Bauern aus Stöckey dem Ruf der Aufständischen. Darauf unterstellte sich der Graf von Hohenstein-Klettenberg zum Schein der Bewegung. Man wollte Schloss und Besitz in sicherer Obhut wissen. Somit fanden die Stöckeyer in Klettenberg einen Gleichgesinnten und auch andere Bauern aus dem Helmetal schlossen sich der Revolte an. Man stürmte das Kloster Walkenried und von dort aus zog man zur Flarichsmühle. Dort erfuhr man von der Niederlage der Bauernheere bei Frankenhausen und von den Hinrichtungen Thomas Müntzers und Heinrich Pfeiffers. Von der Hoffnung verlassen kehrte man zu seinen Dörfern zurück. Im Erntejahr 1525 befahl Graf Heinrich von Hohenstein-Klettenberg, dass alle ihm unterstehenden Bauern sich an einem bestimmten Tag am Schiedunger Deich einzufinden hätten. Die Bauern sollten sich mit einem weißen Stock bewehren und in weiße Hemden gekleidet sein. Der weitere Befehl lautete, dass jeder Adlige seiner Grafschaft ohne weigern 9 Bauern aufspießen und den restlichen Trott ertränken solle. Da sprach Balthasar von Sundhausen (1509–1546): Wenn diese ums Leben gebracht werden, wer soll denn die Dienste tun, wer soll die Ländereien bestellen? Denn denkt an die vielen Witwen und Waisen, wer soll sie ernähren? Ich halte dafür, man schenkt ihnen das Leben und belegt sie mit einer Geldbuße. So geschah es, dennoch wurden einige Bauernführer hingerichtet und die resultierenden Frondienste, Abgaben und Liegenschaftsverpflichtungen drückten die Bauern noch einige hundert Jahre.
Im Dreißigjährigen Krieg besetzten kaiserliche und schwedische Soldaten Dörfer, Städte und Schlösser und raubten Vieh und Eigentum, brandschatzten, verwüsteten die Ländereien und erpressten die zu leistenden Abgaben der Bauern. Nach deren Abzug waren lediglich noch 24 Häuser bewohnbar.
Zu Stöckey gehörte ein Gutshof mit viel Landbesitz; dieser wurde durch die Leibeigenen oder Hörigen des Dorfes bewirtschaftet. Zudem musste man dem Feudalherren Frondienst und Wehrdienst leisten. Das Leben war durch Entbehrungen und Sorgen geprägt. Dies wollte die Komtess vom Hagen, welche mit einem vom Bodenhausen verheiratet war, auflockern. Die Freiherren vom Hagen residierten vom 16. bis ins 19. Jahrhundert auf dem Gutshof. Nachdem die Komtess verwitwete, kam sie auf den Elternhof nach Stöckey zurück und führte das Rosenfest nach dem Vorbild von Salency ein. Dieses Fest plädierte auf die Tugend der Bevölkerung. In den Jahren vor 1787 ging der Titel der Rosenkönigin an Katharina Kirchner (1784), Maria Schulze (1785) und Dorothea Schiedung (1786). Im vierten Jahr 1787 wurde die Tugendhaftigkeit der Bevölkerung von Stöckey durch die angebliche Jungfrau Maria Brodhun unwürdig vertreten, denn das Fräulein Brodhun war zum Zeitpunkt ihrer Ernennung unehelich schwanger. Darauf verschwand Henriette vom Hagen in den Dienst der Gräfin von Waldeck. Während ihrer 34-jährigen Lebenszeit beherbergte das Dorf Dichter wie Friedrich Gottlieb Klopstock, Gotthold Ephraim Lessing, Leopold Friedrich Günther von Goeckingk und Christoph August Tiedge, aber auch Adlige aus Nordhausen, Bleicherode, Sangerhausen und Osterode/Harz, sowie die einflussreichen Herrscher derer zu Werther. Auch durch ihren Vater Ludwig Philipp vom Hagen konnte man militärische und politische Größen dieser Zeit hier vorfinden, da dieser Kriegs- und Dömanenkammervorstand zu Ellrich und Minister unter Friedrich II. war. Auch inspirative Bürger Berlins kamen hierher, da auch der Großvater der Komtess, Friedrich Philipp vom Hagen, Politik, Kunst und Architektur in Berlin förderte.

### Revolutionsjahr 1848
In Stöckey fand am 28. März 1848 abends 7 Uhr ein Auflauf von 150 Hintersättlern und Einmietlingen statt, welche die Hutberechtigten zwingen wollten, ihr Vieh mit auf die Weide zu nehmen. Durch Vermittlung des amtierenden Pfarrers Heinrich Adolf Kegel wird der Aufruhr gedämpft; nur auf dem Grundstück des Karl Fincke wurde das Stacket umgerissen und beschädigt.
Über die Bewegung in Stöckey berichtet des Weiteren die Chronik:
"Die Nachricht von der Berliner Märzrevolution bringt alles in Aufregung. Der Pfarrer Kegel benutzt den ersten Sonntag nach beendeter Predigt, eine verständigende und die Gemüter versöhnende Ansprache an die Gemeinde zu halten. Für den Nachmittag wird sie von ihm im Schullokal versammelt, um mehr im einzelnen auf die Gemüter zu wirken und einen Verein zu bilden, dessen Zweck sein sollte, sich gegen angedrohte äußere und innere Störungen der gesetzlichen Ordnung künftig zu sichern. Das Werk schien nach vielen Bemühen gelungen, leider aber wurde die vor einigen Jahren beendete Separation schon nach einigen Tagen Anlass des Ausbruches der Erbitterung gegen die Ackerleute. Hintersättler und Einmietlinge glaubten sich durch diese verletzt. Schon hatten sich abends über 100 unweit des Pfarrgartens versammelt, in die Häuser der Ackerleute einzudrangen, um das durch die Separation verlorene Recht der Freihütung wieder zu erlangen. Da gelang es dem Pastor Kegel, die durch Branntweingenuss erhitzte Menge zum Abzug zu bewegen, unter dem Versprechen, dass er die Ackerleute im Wege freier Entschließung dazu vermögen wolle, die Hütung des Viehes zu gestatten. Die andern Tages zu dem Zweck von dem Pfarrer im Hause des Schulzen Schruppe versammelten Ackerleute machten zum bösen Spiel gute Miene. Sie unterschrieben sämtlich eine vom Dorfpfarrer aufgenommene Urkunde, wonach den Genannten das Hütungsrecht eingeräumt wurde. Das Schriftstück wurde den Schneidern Gebrüder Friedrich Ferdinand und Christian Friedrich Seele zur Verwahrung und zur Bekanntmachung ausgehändigt. Das Gemüt der ungestüm Fordernden war besänftigt und es wurde dadurch jedem weiteren Exzess vorgebeugt. Im gesamten Jahr wurde die Hütung seitens der Hinsättler und Einmietlinge auch geduldet, aber bald war man dann wieder darauf bedacht die Entscheidung, die auf dem erzwungenen Versprechen basierte, zu wiederrufen."

### Wirtschaftliche Neuorientierung

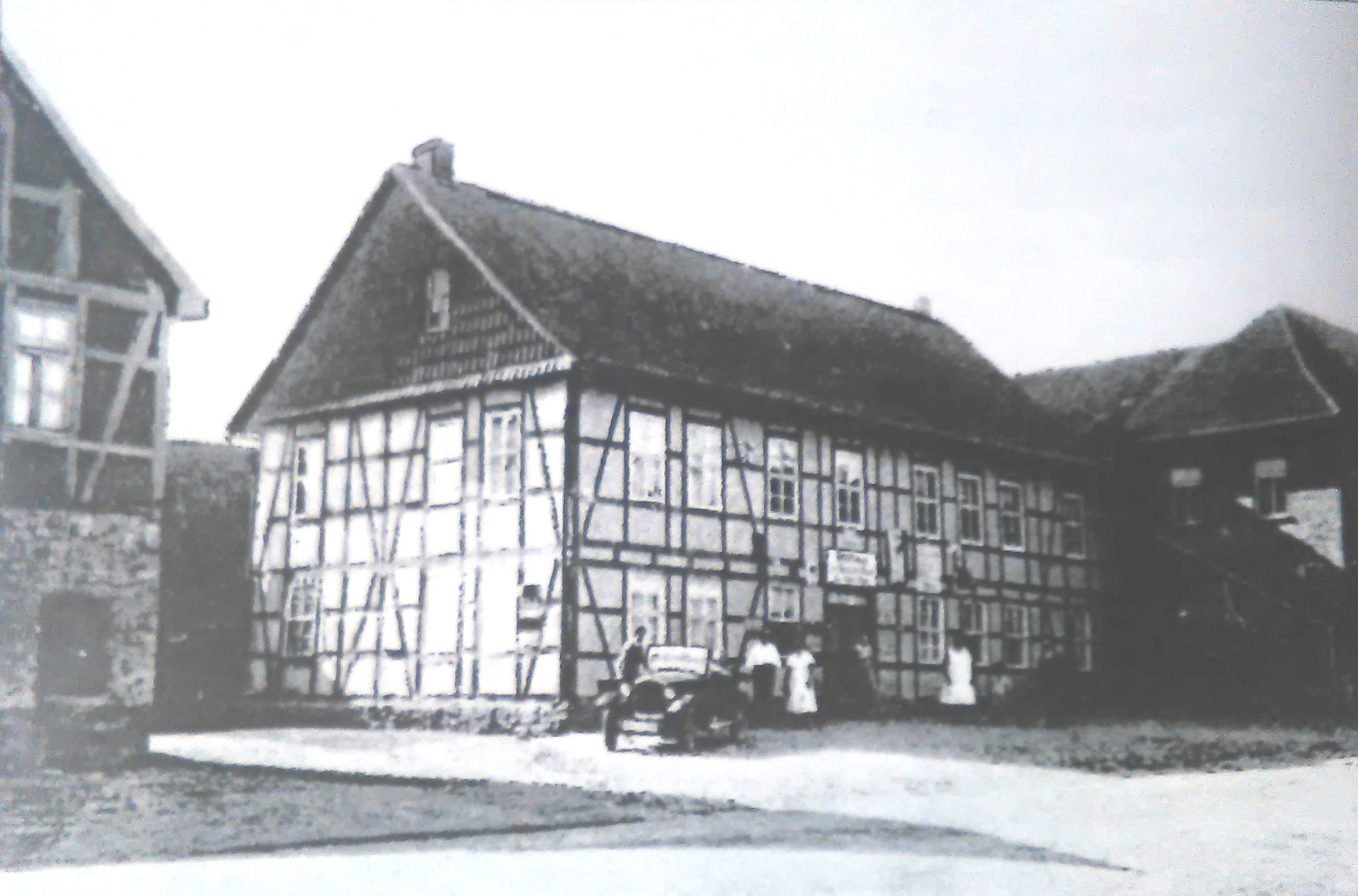
„Gasthaus zum deutsch Hof“, Stöckey

Seit eh und je war man auf die landwirtschaftlichen Einkünfte angewiesen. Nur den wenigsten Bauern gelang es, Reichtum zu erwerben und sorgenfreier zu leben. Der Großteil des Landes gehörte dem Rittergut, wenigen Großbauern und mittelgroßen Bauernhöfen. Der Rest gewährleistete nur wenige Morgen dürftigen Landes für jeden anderen Bauern. Verachtet wurden solche Bauern als Ziegenbauern bezeichnet, da sie sich kaum Rindvieh leisten konnten. Das wenige Land wurde zumeist von Frauen und Kindern bewerkstelligt, die Väter arbeiteten auf dem Gutsland, um etwas Geld zu erwerben. Um das Leben überhaupt noch fristen zu können, stand in jedem Stöckeyer Haushalt ein Webstuhl. Dort wurden Stoffe zur Eigenversorgung gewebt. Der anfallende Überschuss mit Zwei-Rad-Karren nach Bleicherode oder Ellrich transportiert und dort verkauft. Das wenige Entgelt was dabei entstand, ist nicht nennenswert. Diesem Handwerk für die Eigenversorgung ging man bis in das 20. Jahrhundert noch nach. Viele Bauern heuerten auch als Holzknechte an. Die Schicksale der Kinder waren vorbestimmt. Viele Jungen mussten ihren Vater mit 13 Jahren schon in die Ferne folgen. Der Aufbau an Ruhr und Rhein garantierte gute Einnahmen für jedermann. Dorthin verdingte es zahlreiche Stöckeyer, die als Handlanger dort beschäftigt wurden. So wurde es einigen Söhnen ermöglicht, dem Bauernstand zu entfliehen und Maurer oder Zimmermann zu werden. Jahr um Jahr zogen diese von März bis November aus nach Westfalen. Ihre zurückgebliebenen Angehörigen versorgten die Äcker und den Hof, schlugen sich somit recht oder schlecht durchs Leben. Die Arbeiter brachten aber auch revolutionäre Ideen mit nach Stöckey. So wurde nach der Novemberrevolution 1918 auch in Stöckey ein Bauern-, Arbeiter- und Soldatenrat gegründet, maßgeblich durch Theodor Becke (1871–1935), Richard Deike (1880–1965), Friedrich Höche (1886–1967) und Ferdinand Reinhardt (1884–1964) vorangetrieben.

Der Bau der Bahnstrecke Nordhausen-Bleicherode-Herzberg brachte es zum transportbezogenen Höhepunkt für den Ort. Der Anschluss an das Stromnetz 1914 für jedermann brachte eine eindeutige Verbesserung mit sich. In den 1920er und 1930er Jahren gelang es mehr Jungen, ein Handwerk zu erlernen. Sie wurden Stellmacher, Bäcker, Tischler, Schuster, Sattler, Schmied und anderes. Manchen gelang hiermit die Eigenständigkeit, so entstanden handwerkliche Betriebe im Ort, die zum Teil noch heute existieren. Sie waren familiäre Betriebe, die meist nicht mehr als zwei Angestellte zuließen, die nicht der eigenen Familie entstammten. Zunehmend fand auch Handel und Gastronomie Interesse in Stöckey. So gab es Zeiten, als in Stöckey drei oder sogar vier Gaststätten betrieben wurden. Die Gastwirtschaft Henkel Gasthof „Zum Ross“ existiert noch heute baulich und wurde bereits 1836 gegründet. Aus handwerklichen Betrieben wurden Verkaufsstellen. So war das Lebensmittelgeschäft der Frieda Fuchs (geb. Deike, 1912–1999) einst eine Bäckerei (seit 1909), die 1824 durch Heinrich Wächter (1881–1970) gegründete Fleischerei Wächter wurde zur Fleischverkaufsstelle und die Schneiderin Anna Echtermeyer (geb. Hoffmann, verw. Lips, 1910–1987) machte einen Kurzwarenladen auf. Die Witwe Lina Holzapfel (geb. Fieker, 1874–1963) suchte nach dem Tode ihres Mannes Karl Hermann Gottfried (1864–1907) eine Möglichkeit, um ihre 3 Kinder zu ernähren und eröffnete nach der Anmeldung 1907 einen Gemischtwarenladen. Andere Arbeitsplätze brachte die Errichtung einer Molkerei 1902 mit sich. Sie wurde Beginn des Jahres 1940 dann Klettenberg unterstellt und im Sommer ganz stillgelegt. Durch den ambulanten Handel wurden Erzeugnisse (z. B. Butter, Käse, Eier, Geflügel-, Wurst- und Fleischwaren) ehemals auch in die Städte verkauft. Auch Personen, die gänzlich nicht mit dem Dorf verbandet waren, ließen sich in Stöckey nieder und leisteten guten Dienst. Ein Exempel hierfür ist der Vollenborner Fleischermeister Albert Müller und seine aus Haynrode stammende Frau Frieda Artmann (1892–1966), die eine Fleischerin war. Beide kamen um das Jahr 1910 erstmals nach Stöckey und erwarben ein leerstehendes Gasthaus und bauten es zum Gasthaus zum deutschen Hof aus.

### Nationalsozialismus und Kriegsende
Unter der NS-Diktatur wurde Stöckey im Ansatz modernisiert, vieles ändert sich dann doch nicht im Fazit. Denn die Spannungen Hitlers gegenüber dem restlichen Europas lagen in der Luft. Das nahe liegende Dora wurde tagtäglich mit neuen Gefangenen bestückt, dies blieb auch den Stöckeyern nicht verborgen. Die NS-Herrschaft mündete 1939 im Zweiten Weltkrieg und wie bereits für den Ersten Weltkrieg mussten auch jetzt wieder dutzende junge Männer in den Krieg ziehen. Das Ende kam erst im April des Jahres 1945 nach nahezu sechs Jahren Krieg. 42 Bewohner Stöckeys waren gefallen, viele in Gefangenschaft geraten und dort umgekommen. Des Weiteren wurden während des Krieges zwei der drei ortseigenen Turmglocken aus der Marienkirche entwendet. Die größere Glocke wurde folgend kriegswirksam eingeschmolz. Die kleinere Glocke wurde durch einen glücklich Zufall im Hafen von Hamburg aufgefunden und kam so in seine Heimat zurück nach Stöckey. In den Folgejahren wurde diese Glocken wieder im Kirchturm eingerichtet.
Anfang April kamen die amerikanischen Truppen von Nordhausen her mit ihrer Panzerformation bedenklich nah an den Südharzrand. Sie fielen letztendlich über den Rainberg von Epschenrode herkommend nach Stöckey ein. Die Menschen konnten die Panzer bereits Stunden zuvor vom Kirchturm aus in Epschenrode erspähen und machten frühzeitig Meldung an das Dorf. Bereits in den Tagen zuvor ging nicht nur die Bevölkerung von Stöckey vorsorglich bekleidet ins Bett, da feindlicher Beschuss befürchtet wurde.
In Stöckey wurden glücklicherweise und abschließend betrachtet nur die Wirtschaftsgebäude in Mitleidenschaft gezogen und keine Personenverluste und weiteren Schäden verzeichnet. Dies war beispielsweise im kleinen Nachbarort Epschenrode anders. Hier fielen 8 Soldaten am 10. April 1945 während des „Kampf von Epschenrode“ und der Ortsbauernführer wurde in seinem Haus provokant erhängt und andere wurden während des Kampfes mehr oder wenig stark verletzt.
Auch in nahe gelegenen Tettenborn kam es zu Schießereien. Die Bevölkerung war aber vorgewarnt, denn sie sahen von ihrem Kirchturm aus bereits die Panzertruppen, wie sie in Epschenrode und Stöckey eingefahren waren. So ist das letzte Telefonat der beiden Hitlerjungen Otto Blanke und Otto Krug als Beobachter aus der Gastwirtschaft an die Schule wie folgend überliefert: „Zunehmendes Panzergerassel und Gefechtstätigkeit aus Richtung Limlingerode-Stöckey! – Schluß“. Kurz vor dem Eintreffen der Truppen wurde auch die Meldung an Tettenborn-Kolonie über die Gastwirtschaft Morich weitergegeben. Hier verschwanden dann auch die Truppen plötzlich in den Mackenröder Wald und das Kampfgeschehen in der unmittelbaren Umgebung endete.
Die Gemeinde gehörte bis 1945 zum preußischen Landkreis Grafschaft Hohenstein.

### Nachkriegszeit und DDR-Zeit
Von 1945 bis 1949 gehörte der Ort zur Sowjetischen Besatzungszone (SBZ). Nach der Vereinigung von KPD und SPD zur SED im April 1946 fand auch die SED in Stöckey Anhänger.
Das politische Leben war in Stöckey aktiv aufgestellt. Die Genossen der SED und LDPD, aber auch die Vereinigung der gegenseitigen Bauernhilfe und die örtlichen Gewerkschaften, ebenso die Ortsgruppe der FDJ und des antifaschistische Frauenausschuss trugen dazu bei, sich dem Führungsanspruch der SED entsprechend unterzuordnen.
In den ersten Nachkriegsjahren gab es noch einzelne Schwierigkeiten im Dorf zu beheben. Hierbei stand die Versorgung der Bevölkerung mit Nahrungsmitteln und Wohnraum im Vordergrund. Denn die Bevölkerung des Dorfes wuchs nach dem Krieg rasant auf ca. 800 Einwohner an und eine Vielzahl der Neuen wurden in Stöckey sesshaft. Das Herrenhaus auf dem ehemaligen Rittergut wurde zur Schule ausgebaut, da die bisherige Schule nicht mehr ausreichte. In sie kamen Wohnungen. Die Flüchtlinge und ehemaligen Gefangenen wurden auf die größeren Gehöfte zum Wohnen aufgeteilt.

#### Teilung Deutschlands
Nach der Teilung Deutschlands wurde am 7. Oktober 1949 in Berlin die DDR proklamiert. Die Verbesserung der Lebensumstände wurde in den 1950ern in Angriff genommen. Die erste Straße wurde gepflastert, eine Leichenhalle gebaut und am Totensonntag 1952 durch Pfarrer Ernst Grollmus (1896–1953) eingeweiht. Des Weiteren wurde die gesamte Straßenbeleuchtung wieder instand gesetzt. Das erste große Gemeindewerk wurde der Umbau der ehemaligen Molkerei zum Schulgebäude. In den 1960ern folgte der Bau des Schlauchturms und der Ausbau am alten Feuerwehrhaus. Ein Sportraum wurde in der neuen Schule, der ehemaligen Molkerei, eingerichtet und somit ein wesentlicher Wert für die Freizeitgestaltung der Bürger geschaffen.
Der allgemeinbildende zehnklassige Schulunterricht musste jedoch 1974 eingestellt werden. Die Schüler gingen fortan an die POS in das Nachbardorf Weißenborn. In die Molkerei kam nach dem IX. Parteitag das Verwaltungsbüro der LPG. Um eine Kantine für die LPG-Küche einzurichten, wurden die Räumlichkeiten entsprechend umgebaut und das Feuerwehrhaus an den heutigen Standort in die Hauptstraße verlagert. Die Erweiterung und der Ausbau des dorfeigenen Kindergartens erfolge ebenso in den 1960er Jahren. Er kam in die heutige Gemeinde, ebenso wurde dort die Schwesternstation und das Bürgerzimmer eingerichtet.
Durch begünstigende Faktoren konnte ein umfassendes Bauprogramm 1968/1969 in Angriff genommen werden, womit sich das Dorfbild grundlegend änderte. In dieser Zeit wurden 1.850 m Kanalisation verlegt und 12.700 m² Straßenfläche erneuert.

#### Bodenreform
Der Enteignung des Rittergutes in Stöckey folgte die Gründung von 7 Neubauernhöfen und 32 Kleinbauern wurde Land und Wald zugesprochen. 1949 wurden Maschinen-Ausleih-Stationen (MAS) geschaffen.
Im März 1958 gründeten in Stöckey einige Einzelbauern LPG Typ I „Helmespring“ mit einer landwirtschaftlichen Nutzfläche von 27 ha. Durch die positive Entwicklung traten im März nochmals mehrere Einzelbauern ein. Um den Technikeinsatz zu intensivieren und den Ertrag zu steigern wurden aus den Schlagstücken (¼ bis 1 ha) der ehemaligen kleinbäuerlichen Strukturen schnellstmöglich zusammenhängende Feldfluren errichtet. Das Agrarbild unterstand somit oftmals einem Wechsel im Außenbild der ökonomischen Nutzstruktur. Der einheitliche Technikeinsatz wurde zunehmend erforderlich. Deshalb wurde der Stützpunkt Stöckey des MTS Großbodungen stationierte Maschinenpark 1962 an die LPG abgetreten.
Da die LPG den Statut des Typs I innehatte und nach diesem Vorgang, konnten die Bauern je nach ihrer Landeinbringung ihren Viehbestand individuell halten. So zeichneten sich große Differenzen ab. Daher beschloss die Mitgliederversammlung den Aufbau einer genossenschaftlichen Viehzucht zu organisieren und somit die Bauern an der von ihnen erbrachten Leistung in der LPG zu interessieren. Der Viehzucht wurde in erbauten Stallungen oder den größeren Scheunen der ehemaligen Großbauern nachgegangen. 1963 wurde der Bau der Stallungen begonnen. Durch die Errichtung weiterer Stallungen konnte der gesamte Viehbestand von Stöckey genossenschaftlich zusammengehalten und der Schritt zur LPG Typ III konnte 1970 vollzogen werden. Dennoch stand es den Einzelbauern frei, einzelne Bestandsindividuen auch noch privat halten zu dürfen.
In zunehmendem Maße hielten wissenschaftliche Erkenntnisse ihren Einzug in die Wirtschaftsführung. Für höhere Leistung wurde die Qualifikation für die Genossenschaftsbäuerinnen und -bauern zur Grundlage. Umfassende Maßnahmen der Melioration veränderten das Flurbild einerseits, aber trugen zu einem höheren Ertrag andererseits bei. Neue, größere und immer modernere Maschinen und stärkere Traktoren, sowie breitere Mähdrescher und schwere Handarbeit ablösende Rodekombinen rollten fortan über die Felder. Hiermit wurde die Entwicklung zu größeren Produktionseinheiten in spezialisierten Bereichen eine dringende Notwendigkeit. Durch die Vertiefung der kooperativen Beziehungen entschlossen sich die Produktionsgenossenschaften Neue Zeit Steinrode, Helmespring Stöckey, und Ernst Thälmann Steinrode 1971 zum Zusammenschluss zur LPG „Ernst Thälmann“ Steinrode-Stöckey. Mit einem Landkonvolut von 1.540 ha und einem Viehbestand von 1.500 Rindern, 2.000 Schweinen und 500 Schafen wurde eine Produktionsgenossenschaft gestellt, die den bestehenden Anforderungen entsprach.
Durch die Agrarpolitik der SED wurde die Zusammenarbeit auf eine neue Stufe gestellt und der arbeitsteilende Prozess eingeführt. Hierauf beschloss die Mitgliederversammlung 1973 diesen Prozess in der Pflanzenproduktion einzusetzen und die kooperativen Kader mit der Bewirtschaftung der Nutzfläche zu beauftragen. Aus der kooperativen Abteilung Pflanzenproduktion entstand auf dem IX. Parteitag der SED Stöckey eine juristisch eigenständige LPG, der 4.870 ha nun unterstanden. Die LPG Pflanzenproduktion sicherte neben dem staatlichen Aufkommen in Getreide-, Kartoffel- und Gemüseproduktion auch die Nahrungsversorgung von 3.000 Rindern (davon 1.500 Kühen), 3.000 Schweinen und 2.000 Schafen.
Moderne Technik und Anlagen, wie Kartoffellagerhäuser und Aufbereitungsanlagen, wurden zum Ausdruck der industriemäßig organisierten Landwirtschaftsproduktion. Auch der erste Einsatz eines Agrarflugzeugs wurde am 9. April 1974 in Stöckey durchgeführt. Die systematische Steigerung der Erträge in allen Kulturen wurde realisiert. Die Pflanzenproduktion sicherte sich mit ihren Mitgliedern und Beschäftigten ein Bruttoprodukt von über 20 Mio. Mark und verfügte über einen Grundmittel-Bestand von 21 Mio. Mark.
Die LPG Tierproduktion Stöckey legte ihr Augenmerk auf die Milchproduktion und Jungrinderaufzucht in ihrer Entwicklung. Mit einer Milchleistung von 4.250 kg pro Tier hatte sie maßgeblichen Anteil an der Versorgung der Bevölkerung.
Die Tier- und Pflanzenproduktion in Stöckey trugen zur landwirtschaftlichen Entwicklung der Produktion erheblich bei, stellten aber auch materielle und finanzielle Unterstützungen zur Veränderung des Dorfes und der Verbesserung der Lebensbedingungen seiner Einwohner zur Verfügung. Zeugnis waren für diese Aussage, dass die Kanalisierung und die zentrale Wasserversorgung des Dorfes, aber auch der Aus- und Aufbau des Straßennetzes im effektiveren Maße als einst geplant, umgesetzt wurde. Ebenso aber auch als Zeugnis ihres Wirkens sollten die Aufbauten von Dorfbäckerei, der Gastronomie und des Handelswesens für den täglichen Bedarf angesehen werden. Aber auch die erfolgreichen Umzüge der Kinderkrippe sollten als soziale Initiative der Unterstützung angesehen sein.

#### Ergebnisse im „Mach mit!“-Wettbewerb 1980 bis 1986
| Zeitraum | Eigenleistung für die Erhaltung des Wohnraumes in TM | Renovierung von Wohnraum für ältere und schwer geschädigte Bürger | Neugestaltung und Renovierung von Fassaden | Schaffung und Renovierung von Räumen der Volksbildung | Schaffung und Renovierung von Räumen der Kultur | Schaffung und Renovierung von Räumen des Gesundheitswesens | Schaffung und Renovierung von Räumen der Dienstleistung, des Handels und der Gastronomie | Fertigstellungen von Eigenheimen |
| -------- | ---------------------------------------------------- | ----------------------------------------------------------------- | ------------------------------------------ | ----------------------------------------------------- | ----------------------------------------------- | ---------------------------------------------------------- | ---------------------------------------------------------------------------------------- | -------------------------------- |
| 1980     | 246                                                  | 4                                                                 | 10                                         | 4                                                     | –                                               | 2                                                          | –                                                                                        | 1                                |
| 1981     | 252                                                  | 4                                                                 | 12                                         | –                                                     | –                                               | –                                                          | 9                                                                                        | 1                                |
| 1982     | 264                                                  | 4                                                                 | 12                                         | –                                                     | 2                                               | –                                                          | 6                                                                                        | 2                                |
| 1983     | 268                                                  | 8                                                                 | 14                                         | –                                                     | –                                               | 1                                                          | –                                                                                        | 2                                |
| 1984     | 302                                                  | 11                                                                | 19                                         | 3                                                     | –                                               | 1                                                          | 1                                                                                        | 1                                |
| 1985     | 403                                                  | 13                                                                | 22                                         | 3                                                     | 18                                              | 1                                                          | 1                                                                                        | 3                                |
| 1986     | 480                                                  | 14                                                                | 18                                         | 2                                                     | –                                               | 1                                                          | 2                                                                                        | 1                                |

### Zugehörigkeit der Kirche
Stöckey gründete am 1. Dezember 1905 das Kirchspiel Stöckey, welches folgend in die Kirchengemeinde Stöckey überging. Die Kirchengemeinde untersteht heute dem Evangelischen Kirchenkreis Südharz-Nordhausen und ebenbürtig dem Kirchenspiel Silkerode im Pfarrsitz Silkerode jenem. Zuvor gehörte sie bis 1947 der Kirchenprovinz Sachsen an und folgend den daraus hervorgehenden Institutionen.

### Zugehörigkeit vor der Wende
Von 1807 bis 1813 gehörte der Ort dem Kanton Sachsa im Departement des Harzes an und zuvor sowie danach der Grafschaft Hohenstein-Klettenberg-Lohra innerhalb der Grafschaft von Schwarzburg und zu Stolberg. Hinzu kommt die Obrigkeit der Freiherren vom Hagen von der Ankunft bis dessen Abdanken in Stöckey. Von 1816 bis 1888 gehörte Stöckey zum Kreis Nordhausen gefolgt vom Landkreis Grafschaft Hohenstein bis 1945. Jener ging in den Landkreis Nordhausen über, dem der Ort bis 24. Juli 1952 angehörte. Folgend gehörte das Dorf vom 25. Juni 1952 bis zum 30. Juli 1994 dem Kreis Worbis im Bezirk Erfurt der DDR an.

### Zugehörigkeit nach der Wende
Von 1961 bis zur Wende und Wiedervereinigung 1989/1990 wurde Stöckey von der Sperrung der nahen innerdeutschen Grenze stark beeinträchtigt. Dies änderte sich in der Nacht des 9. November 1989. Günter Schabowski erklärte die Grenze für eröffnet.
Seit 1990 gehört der Ort wieder zum gegründeten Bundesland Thüringen und gehört seit dem 1. Juli 1994 dem neu gegründeten Landkreis Eichsfeld an. Auch der Landkreis Nordhausen wurde basierend auf dem Kreis Nordhausen im Bezirk Erfurt ebenso neu gegründet. Infolge gehörte Stöckey diesem nicht aber nicht mehr an, da das Dorf zuvor dem Kreis Worbis angehörte und nicht dem Kreis Nordhausen.
Bis zum 30. Juni 1993 führte der Ort die amtliche Postleitzahl O5601, die ab dem 1. Juli 1993 zur heutigen Postleitzahl 37345 geändert wurden. Am 1. Dezember 2011 schloss sich die bis dato autonom existierende Gemeinde Stöckey mit den sieben anderen Gemeinden der Verwaltungsgemeinschaft Eichsfeld-Südharz zur Landgemeinde „Sonnenstein“ zusammen. Hierdurch wurde die Verwaltungsgemeinschaft, der Stöckey am 31. Juli 1991 beitrat, aufgelöst.

### Das Bildungswesen in Stöckey
Das Bestehen einer Schule kann bis ins 16. Jahrhundert zurückverfolgt werden, da bereits ab 1602 eine Schulchronik geführt wurde. Die Eltern waren angehalten, ihre Kinder im Alter von 5 bis 12 Jahren zum Unterricht zu schicken und ein Schulgeld von 3 Pfennig wöchentlich zu leisten. Zusätzlich war es geboten, am Samstag stets ein Stück Brennholz mitzuführen. Da der finanzielle Aufwand groß war, schickten Eltern ihre Kinder abwechselnd zum Unterricht, manchmal auch gar nicht. Im 18. Jahrhundert vermachte Christiane vom Hagen aus dem Erlös ihres großen Gedichtbandes der Schule einige Taler. Von den Zinsen dieses Kapitals wurde für jedes Schulkind ein Geldzuschuss von 1½ Pfennig eingeräumt.
Den Schülern wurden Grundbegriffe im Rechnen, Schreiben und Lesen beigebracht, das Hauptmerk galt jedoch dem Religionsunterricht und dem Singen von Kirchenliedern. Die Kontrolle über die Schule oblag dem Pastor. Ein großes Mitspracherecht räumt sich aber auch die Gutsfamilie ein, da diese sich verpflichtet hatten, für anfallende Reparaturen aufzukommen, dieser Verpflichtung aber nicht immer nachkamen.
Der Schulunterricht fand schon 1602 unter Pastor Hencius Antomnus in den Räumlichkeiten neben der Kirche statt. 1798 wird der alte und baufällige Zustand der Immobilie dokumentarisch in der Chronik erwähnt, aber erst 1838 begann man mit dem Neubau eines Unterrichtsraumes mit angrenzender Lehrerwohnung. Bereits 1834 wurde der ebenfalls an der Kirche liegende Friedhof wegen Platzmangels seitens der Schule an den heutigen Standort am sogenannten Ölberg verlegt und dort am Totensonntag durch Pfarrer Friedrich Theodor Karl Abel eingeweiht. Bis zu diesem Zeitpunkt oblag die Grundpflege des Friedhofs der Schülerschaft. Die Schüleranzahl schwankte stets in all den Jahren zwischen 120 und 160 Kinder. Alle wurden bis zum 1. Dezember 1895 nur von einem Lehrer unterrichtet. Als dies sich änderte, gab es dennoch ein Problem, denn es war nur ein Unterrichtsraum vorhanden. So unterrichtete der eine Lehrer vormittags die Älteren, der andere Lehrer nachmittags die Jüngeren. Eine Teilung des Raumes wurde angefochten und 1906 realisiert. Dadurch war nun eine Zweiklassenschule in Stöckey entstanden. 1911 mussten die Klassen gedrittelt werden, da die Schülerzahl nun zu groß für die zwei Lehrkräfte und die Kapazität Räumlichkeit bereits maßlos ausgeschöpft war. Eine indirekte Spiegelung dessen stellt auch die Vergrößerung des neuen Friedhofsgeländes 1876 dar, welche durch Pfarrer Karl Friedrich Hermann eingeweiht wurde.
1941 wurde die Schulpflicht für das Alter von 6 bis 14 Jahren eingeführt. Durch den Zweiten Weltkrieg wurde das Schulleben gestört, doch mit dem Befehl der Sowjetischen Militäradministration begann auch in Stöckey am 1. Oktober 1945 wieder der geregelte Schulunterricht. NS-belastete Lehrer wurden mit sofortiger Wirkung entlassen, und die Neulehrer Fräulein Hopfe, Fräulein Hüllenhagen, Herr Weber, Herr Keßler, Herr Heinzel und Herr Wittekopf hielten in Stöckey ihren Einzug. Trotz des Mangels an Schulbüchern und Schreibpapier wurde sofort der Unterricht mit hohen Schülerzahlen wieder aufgenommen. Ein stetiger Lehrerwechsel wurde erst durch den Dienstantritt 1950 von Hans Krieghoff und Herbert Dienus beendet.
Mit dem Aufkommen von nunmehr drei Lehrern war 1956 die personelle Voraussetzung für kontinuierlichen und effektiven Unterricht gegeben. Die räumlichen Bedingungen ließen weiter zu wünschen übrig. Obwohl das Gutshaus seit April 1948 dem Schulwesen diente, stellte sich doch nach und nach heraus, dass das Gebäude dem Schulbetrieb nicht mehr auf lange Zeit standhalten würde. So wurden wiederholt in den Elternversammlungen und -beiratssitzungen die Stimmen laut und ein Schulneubau angefochten. Der Vorschlag durch Bürgermeister Gottfried Echtermeyer und Direktor Herbert Dienus, für dieses Vorhaben die ehemalige Molkerei zur Schule umzubauen, wurde nach Prüfungen für gut befunden. Im Frühjahr 1957 wurde der Bau begonnen und die Hälfte der Kosten wurde in NAW-Stunden von den Bürgern der Gemeinde selbst erbracht. Durch Geld- und Materialspenden, durch Bereitstellen von Gespannen und Traktoren und auch durch Arbeitsleistung trugen fast alle Bewohner aus Stöckey zum Gelingen bei. Die Ehrennadeln der Nationalen Front wurden an die Tätigen verliehen. Das so entstandene Gebäude umfasste drei helle Klassenräume, ein Pionierzimmer und eine Wohnung für Lehrer und Hausmeister. In einem Nebengelass waren die sanitären Anlagen untergebracht. Am 2. September 1957 wurde hier der Unterricht aufgenommen und die Klasseneinteilung beibehalten.
Schon vor dem Umbau waren Pläne zur Zentralisation des Schulunterrichtes aufgegriffen worden, die dann staatlicherseits umgesetzt wurden: So besuchten ab 1. September 1959 die Schüler des 5. bis 8. Schuljahres die POS in Weißenborn. Hier hatten sie die Möglichkeit, wie zuvor auch, auch die 9. und 10. Klasse zu absolvieren. Ab 1986 gab es in Stöckey keinen Mehrstufenunterricht mehr, denn nun fuhren auch die Kinder des 3. und 4. Schuljahres nach Weißenborn. Seit 1971 wurde das Schulgebäude in Stöckey für die 3. Klasse der POS Weißenborn genutzt: Während alle anderen Klassen nach Weißenborn fuhren, kamen alle Schüler der 3. Klasse aus dem gesamten Schulbereich der POS nach Stöckey.
Nachdem durch Aus- und Umbau in der POS Weißenborn-Lüderode neue Unterrichtsräume entstanden waren, konnte die Schule in Stöckey 1974 aufgelöst werden. Vier Lehrkräfte und zwei Erzieherinnen kamen mit nach Weißenborn. Daraufhin fuhren alle Schüler der Klassen 1 bis 10 nach Weißenborn und konnten dort an der Schulspeisung und Trinkmilchausgabe teilhaben. Alle Vorteile der Allgemeinbildenden Polytechnischen Oberschule durften die Schüler genießen, so die Ganztagsbetreuung, die Ausstattung mit modernen Lehr- und Lernmitteln, der Unterricht in Fachkabinetten und die Teilnahme an vielseitigen Arbeitsgemeinschaften (AG's). Nach der Wende wurde die POS in Weißenborn entsprechend dem Plan in eine Grundschule und eine weiterführende Schule, eine Regelschule, umstrukturiert. Nach gut einem Jahrzehnt wurde die Regelschule nach Bischofferode verlegt, unter der Voraussetzung, dass die dortige Grundschule mit der im benachbarten Großbodungen zusammengelegt wurde.

## Wappen
Stöckey führt im Wappen einen Lindenstrauch. Damit wird in redender Weise der Ortsname wiedergegeben, wobei Stöckey seinen Namen von Gestöck ableitet. Damit wird auf die Ortsentstehung durch Rodung von mit besonders viel Unterholz bewachsenem Gelände Bezug genommen. Der Lindenstrauch symbolisiert den ortstypischen Baumbestand. Durch das rot-weiß geschachte Feld wird die langjährige territoriale Zugehörigkeit zur Grafschaft Hohenstein symbolisiert. Der Wellenbalken weist auf die in unmittelbarer Nähe des Ortes gelegene Helmequelle hin.
Blasonierung: „Schild mit eingebogener Spitze, vorn von Rot und Silber 14-fach geschacht, hinten in Rot ein schrägrechter silberner Wellenbalken, in  der Spitze in Gold ein wachsender roter Lindenstrauch.“
Die Fahne zu Stöckey ist in der Farbfolge Rot-Weiß (1:1) erteilt. Ihr liegt das Wappen von Stöckey auf.

## Bevölkerung

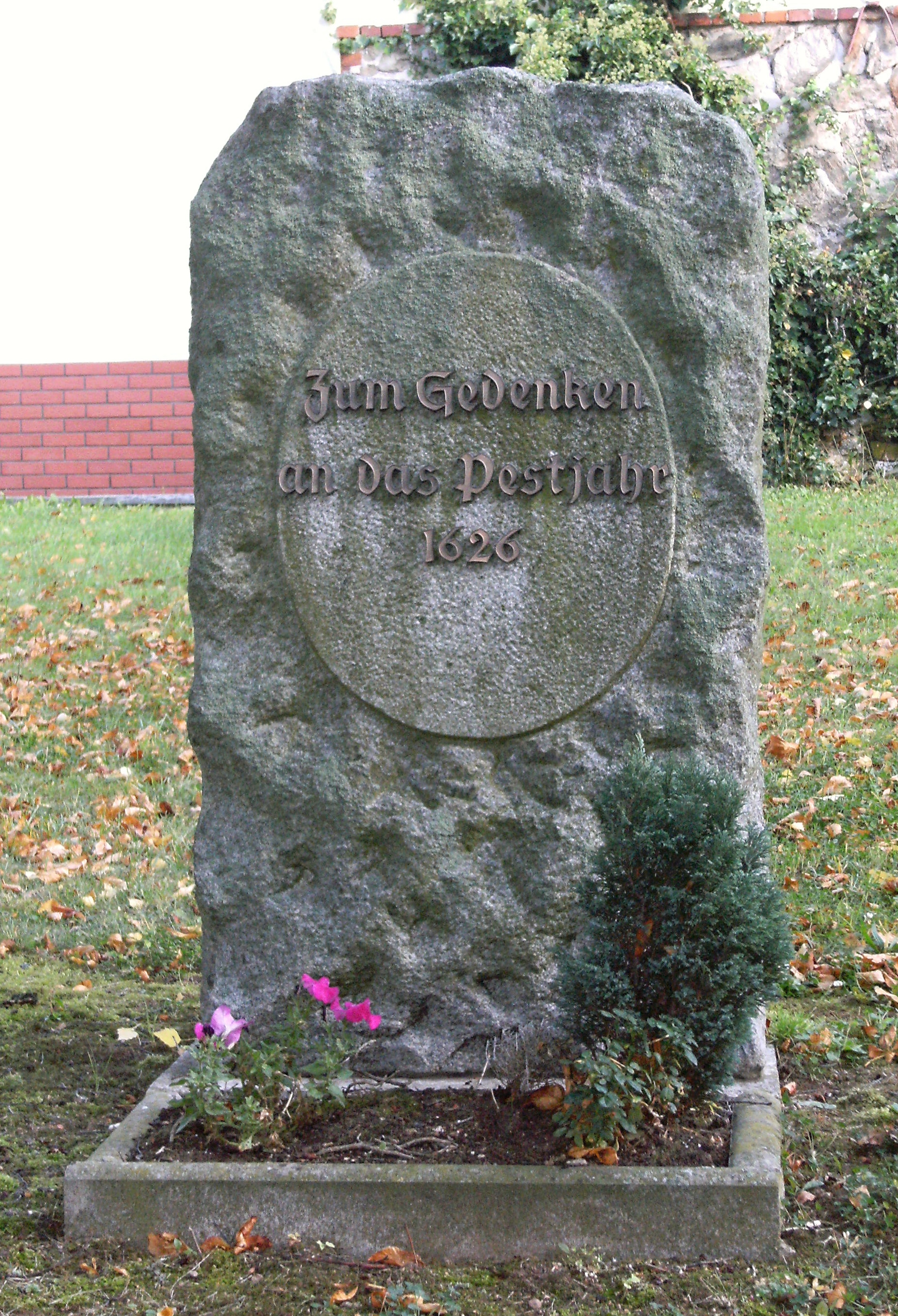
Gedenkstein für die Pesttoten in Stöckey

Vor dem Pestjahr 1626 lag die Einwohnerzahl bei mehr als 630 Einwohnern, hierbei werden auch die zu Stöckey gehörenden Weiler eingerechnet. Die höchste bekannte Einwohnerzahl erzielt Stöckey nach dem Zweiten Weltkrieg mit über 800 Einwohnern. Bis ins Jahr 1952 schrumpfte die Einwohnerzahl auf ca. 600 Einwohner. Aufgrund der verminderten Geburtszahlen sind nur noch um die 70 % der letztgenannten Bevölkerungshöhe vorhanden.
Hinsichtlich der beruflichen Situation der Bevölkerung ließe sich im Zeitraum zwischen 1600 und 1900 jenes festhalten. Das Gros der Stöckeyer ging einer bäuerlichen Tätigkeit als Ackermann in der Form eines Vollbauern, seltener auch Ackerknecht oder Hintersasse, nach. Vereinzelt gab es auch Halbspänner und Kotsassen im Dorf. Da die Landwirtschaft nur im Sommerhalbjahr meist ausreichend abwarf, gingen die viele Bauern im Winterhalbjahr einer Webertätigkeit, meist als Leineweber oder seltener als Kattunweber, oder einer unspezifischen Tätigkeit als Handarbeiter nach. Manche Kleinstbauern waren auch über das Gesamtjahr als Tagelöhner tätig. Auch die Hirtentätigkeit, vor allem als Schäfer oder seltener als Kuh- oder Schweinehirt, gab so manchem Bauer ein gutes Zubrot. Die Stellen für ein spezifisches Handwerk waren in einem jedem Dorf rar gesät und durchaus umkämpft. Das gängigste Handwerk in Stöckey war im 19. Jahrhundert hierbei das des Maurers gefolgt vom Müller, Schmied, Schneider, Schuster, Tischler und Zimmermann. Auch gab es stets Stellmacher, Böttcher, Fleischer, Bäcker und Förster/Jäger in Stöckey. Von manchen Familien ist auch bekannt, dass sie gezielt eine Wirtschaft aufbauten, in der diese als Gastwirt tätig waren. Um ein solches Handwerk oder eine Gastwirtschaft betreiben zu dürfen, musste dies vom Gutsherren gestattet werden oder man muss in diesem Tätigkeitsbereich bereits im Dorfe etabliert sein. Daher zogen ab den 1790er Jahren vermehrt Knaben, teils mit ihren Vätern, in die Fern, um ein Handwerk dort zu erlernen. In Fall von Stöckey hieß das gelobte Land Rheinland. Um der dörflichen Einfall und Vorbestimmtheit zu entfliehen, zog es vereinzelt auch die meist jungen Frauen aus unserem Dorf zum einen ins Kloster oder zum anderen in die Städte sowie adligen Landsitze, um dort als Köchin, Dienstmädchen oder -magd zu schaffen. Die meist jungen Männer aus Stöckey gingen eher sehr selten ins Kloster. Sie heuerten in jenen Fällen seit jeher entweder als Soldat oder ähnlich den Frauen als Dienstbursche, -bote oder -knecht an. Eine andere Möglichkeit war es auch als Musikus, Händler oder Handwerker auf Wanderschaft zu gehen. Da Stöckey unweit einiger Salzabbaugebiete lag, arbeiteten daher einige Stöckeyer auch mal als Berg- oder Hutmann. Den schlausten Burschen aus jedem Ort stand es auch durch Empfehlung des Herrn Lehrers offen sich auf einem Gymnasium oder Höheren Volksschule zu beweisen und sich dann letztendlich in ein Studium zum Pfarrer oder Lehrer ausbilden zu lassen. Für den ein oder anderen Bewohner des Dorfes stand auch ein Dorf-, Guts- oder Kirchenamt wie Dorfvorsteher/Schultheiß/Schulze/Bürgermeister, Schöffe, Amtmann, Steuereinnehmer, Schreiber, Posthalter, Kutscher/Fuhrmann, Wächter, Zöllner oder Hebamme sowie Altarist/Kantor oder Küster offen. Die einzige wesentliche Tätigkeit, die Stöckey anscheinend nie innerhalb des Zeitfensters hervorbrachte, war die eines Medicus' oder Wundarztes.
Zu den typischen Nachnamen in Stöckey zählen seit eh und je Aderhold und Echtermeyer. Des Weiteren aber auch die Nachnamen Becke, Dörge, Grefe (Gräfe), Höche (Hoche), Hoffmann (Hofmann), Holzapfel, Jeddicke (Jödicke/Jebbicke), Neumeyer, Rexhausen und Schindewolf. Einst zählten auch Becker, Bock, Brothun (Brothuhn/Brodhun/Brodthun/Brodthuhn), Brotrück (Brodtrück/Brodrücken), Eilhardt, Engel, Faßhawer (Faßhauer/Fasshawer/Fahshawer), Fieker (Fiecker/Fiker/Ficker), Föllmer (Fölmar), Hannstein, Hartung, Henkel (Henckel), Höfer, Jungbluth, Kirchner, Kirchhoff (Kirchhof), Könnemund, Lier sowie Lüder (Lüer), Lohmann, Myler, Rögener, Rohte, Schiedung, Schinkel, Schmelzer (Schmeltzer/Schmelßer/Schmaltz), Schneitler, Schneppe, Schulze, Seele, Strauß (Strauhs), Strube, Wiegand, Witter und Woeseler zu den gängigen Nachnamen unseres Dorfes. Heute sind sie entweder schon ausgestorben oder stehen kurz davor bzw. sind auf dem besten Weg dorthin.
Auch die Nachnamen Gundlach (a), Kallmeyer (b), Müller (c), Nicodemus (a), Riechel (b), Wagner (c) und Weddige (a) waren oder sind heute noch gängige Nachnamen unseres Ortes. Ihr Ursprung liegt aber entweder nicht Stöckey, sondern meist in Limlingerode (a) oder Epschenrode/Werningerode/Trebra (b), oder stellen nicht mehr die Stöckeyer Linie (c) dieses Nachnamens dar. So können bei dem Namen Müller seit ca. 1900 mindestens 4 verschiedene Familienstämme mit diesem Nachnamen verzeichnet werden, deren direkte Nachkommen in 3 Fällen gegenwärtig noch im Dorf leben.
Entwicklung der Einwohnerzahl
- 541 (1900)
- 514 (01.10.1905)
- 521 (01.12.1910)
- 730 (1916)
- 730 (01.02.1917)
- 596 (1925)
- 575 (1930)
- 599 (1933)
- 599 (1935)
- 575 (17.05.1939)
- 576 (1939)
- 731 (1946)
- 474 (1994)
- 490 (1995)
- 485 (1996)
- 475 (1997)
- 472 (1998)
- 476 (1999)
- 464 (31.12.2000)
- 460 (31.12.2001)
- 454 (31.12.2002)
- 451 (31.12.2003)
- 445 (31.12.2004)
- 440 (31.12.2005)
- 429 (2006)
- 425 (31.12.2006)
- 423 (31.12.2007)
- 424 (31.12.2008)
- 422 (31.12.2009)
- 420 (31.12.2010)

Laut der Demografietagung in Heiligenstadt vom 12. Oktober 2016 hat Stöckey einen Rückgang von 10–15 % im Zeitraum von 1990 bis 2010 in der Bevölkerungsentwicklung zu verzeichnen. Dies entspricht dem thüringischen Trend von 14,4 %. Gleiche Tendenzen sind im selben Zeitraum auch in Steinrode und Bockelnhagen erkennbar gewesen. Alle anderen Ort der Gemeinde Sonnenstein besaßen kleinere Werte unter 10 %, während die Gemeinde Am Ohmberg im Vergleich von 1990 zu 2010 einen Bevölkerungsrückgang von über 20 % vorweist.

## Bürgermeister

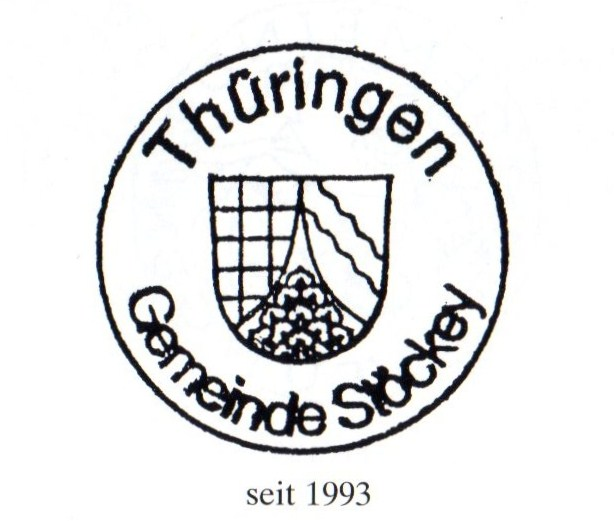
Stempel der Gemeinde Stöckey seit 1993

Die erste Wahl der Gemeindevertretung nach dem Zweiten Weltkrieg fand am 8. September 1946 statt.
Der letzte ehrenamtliche Bürgermeister vor der Eingemeindung in die Landgemeinde Sonnenstein, Karl-Heinz Jödicke, wurde am 6. Juni 2010 letztmals wiedergewählt. Er bekleidete 3 Amtszeiten. Seit 2014 ist Kerstin Sommerfeld Ortschaftsbürgermeisterin sowie erste Frau in diesem Amt und wurde 2019 durch den gegenwärtigen Ortschaftsbürgermeister Falk Apel abgelöst.
Vor Karl-Heinz Jödicke waren folgende Personen u. a. Bürgermeister in Stöckey: Otto Spieß (1883–1957), Hermann Kallmeyer, Fritz Rost, Karl Schneppe (1924–2016), Gottfried Echtermeyer, Wolfgang Götze (1935–2010) und Gisbert Sommerfeld (1948–2011).
Des Weiteren sind als Schöffen in Stöckey ab 1832 Heinrich Christoph Weddige (1783–1851) und ab 1864 Heinrich Christoph Manstedt bekannt. Zudem ist ebenso bekannt, dass Jacobus Aderhold (1605–1664) einst das Amt des Schultheiß ausübte. Darüber hinaus bekleideten Heinrich Christian Myler ab 1834, Gottlieb Friedrich Schinkel ab 1835 und Johann Friedrich Aderhold (1799–1858) ab 1837 das Amt des Ortsschulzen.

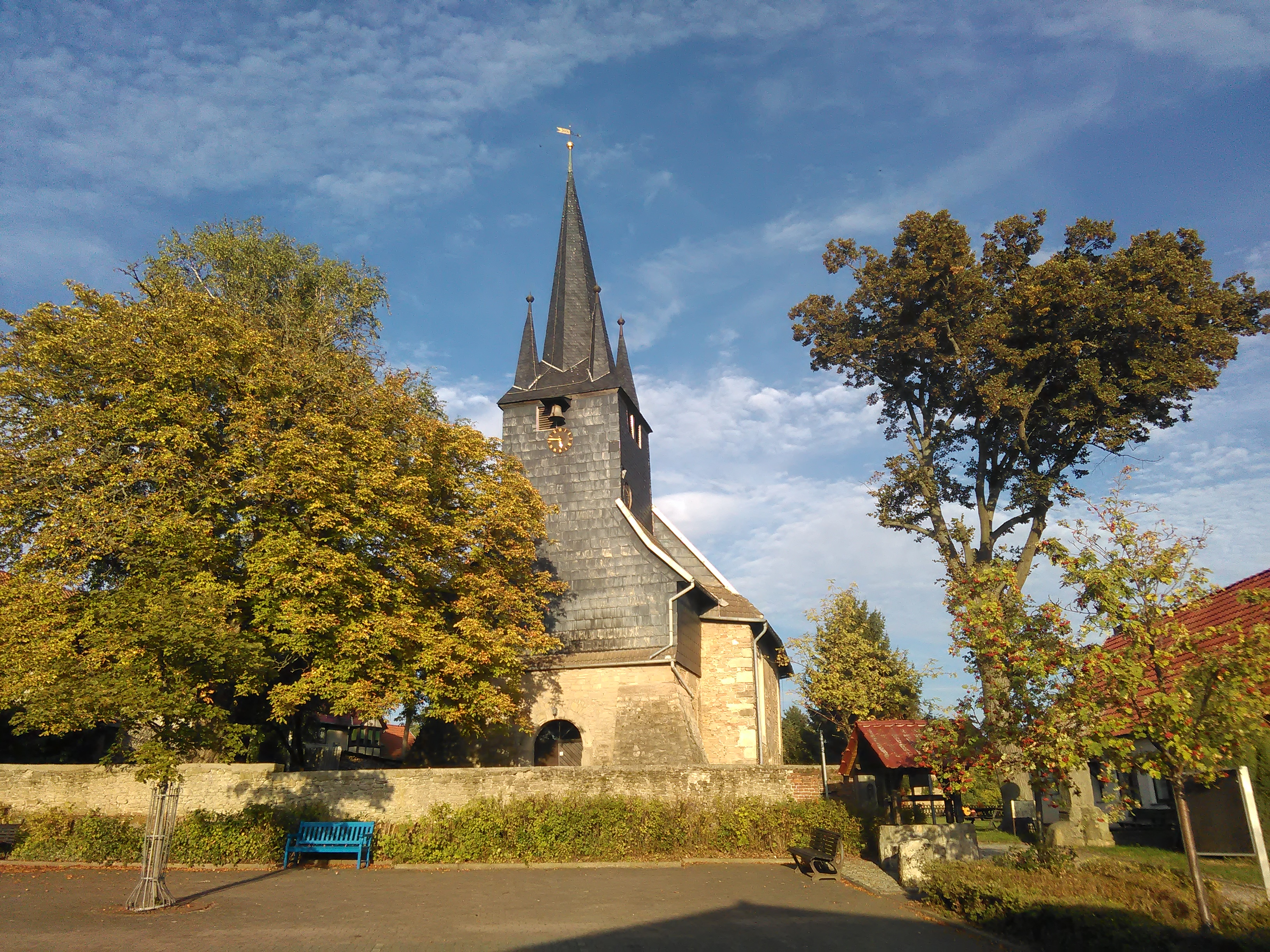
St. Marien zu Stöckey (Ansicht vom Dorfanger)

## Kirche

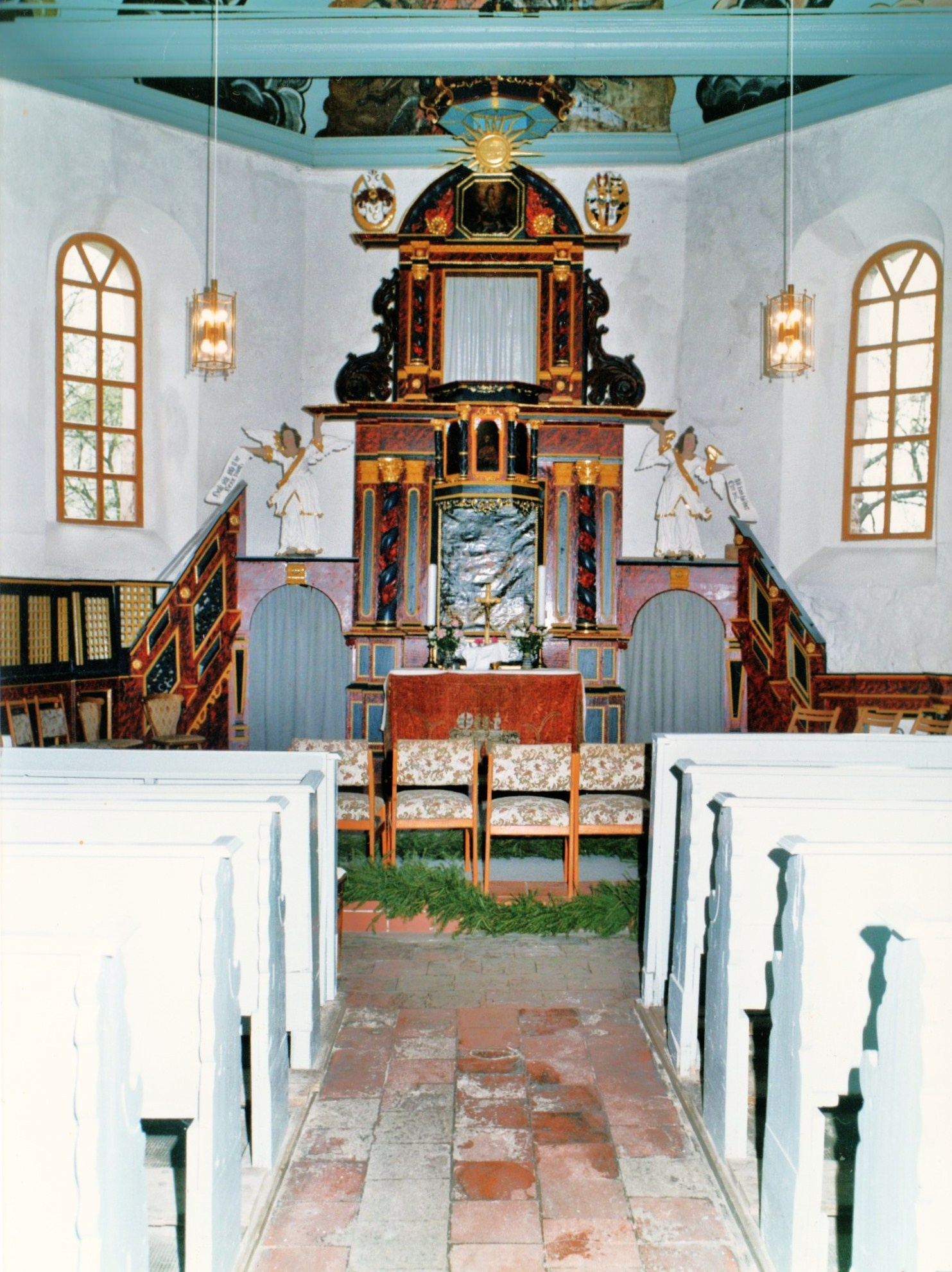
Ansicht des Altarraums St. Mariens, Stöckey um 2000

Die Kirche zu Stöckey wurde in der Hagen'schen Ära erbaut, sie ist ein Wahrzeichen des Ortes.
Zwischen 1579 und 1588 – gesichert ist die Angabe vor 1. Mai 1587 – verstarb der Mitstreiter Luthers und Vertraute Justus Jonas Anton Otto (auch Ant[h]onius Ot[t]ho) als amtierender Pastor in Stöckey. Zuvor hatte der Theologe nach seiner Dienstentlassung in Nordhausen das Amt des Hauspredigers bei der Familie derer vom Hagen auf der Wasserburg zu Deuna inne, wodurch er zeitnah ins Dorf kam.
Ebenso verstarben im Dienst die Pastoren Johannes Heinrich Herbst (Henricus Autumnus, ?-1623), Friedrich Ludwig Carl Eduard Wehrenberg (1812–1846), Kurt Hermann Hoffmann (1860–1928) und Friedrich Eduard Ernst Grollmus (1896–1953) in Stöckey.
Stöckey ist des Weiteren die Geburtsstätte diverser Pfarrer und Theologen, die vor allem in der Kirchenprovinz Sachsen tätig waren: Jacob Treue (1648), Christoph Fieker (1765), Friedrich Anton Fieker (1799), Carl August Kirchhoff (1802), Friedrich Carl Obermann (1810), Wilhelm Eduard Obermann (1812), August Theodor Adalbert Abel (1834), Otto Emil Maximilian Gaudig (1863), Karl Gustav Wilhelm Paul Peine (1866) und Paul Friedrich Bruno Oswald Schmidt (1907) – sowie des Reformpädagogen und Pastorensohns Eduard Friedrich Hugo Gaudig (1860–1923).

## Neckname
Die Einwohner von Stöckey werden landläufig auch als Stengelsocken (Steng'lsocken) bezeichnet. Jener Neckname brachte dem dorfeigenen Karnevalsverein auch seinen Namen. Nach der Überlieferung rührt der Neckname noch von der Gründungszeit des Dorfes her. Damals trugen die Einwohner des frühen Stöckey lange, dickwollige Strümpfe – auch ersichtlich als kniehohe Hausschuhe. Jene schützten vor der Staunässe in den sumpfigen Gebieten der Gemarkung. Das Gesamtbild maßte den Auswärtigen wahrscheinlich so skurril an, dass diese die Anwohner dieser Region fortan nach ihrer obskuren Beinkleidung, die sie auf langen Holzstangen trocknen ließen, benannten.

## Sehenswürdigkeiten
- Barocke Pfarrkirche St. Marien
- Neues Pfarrhaus

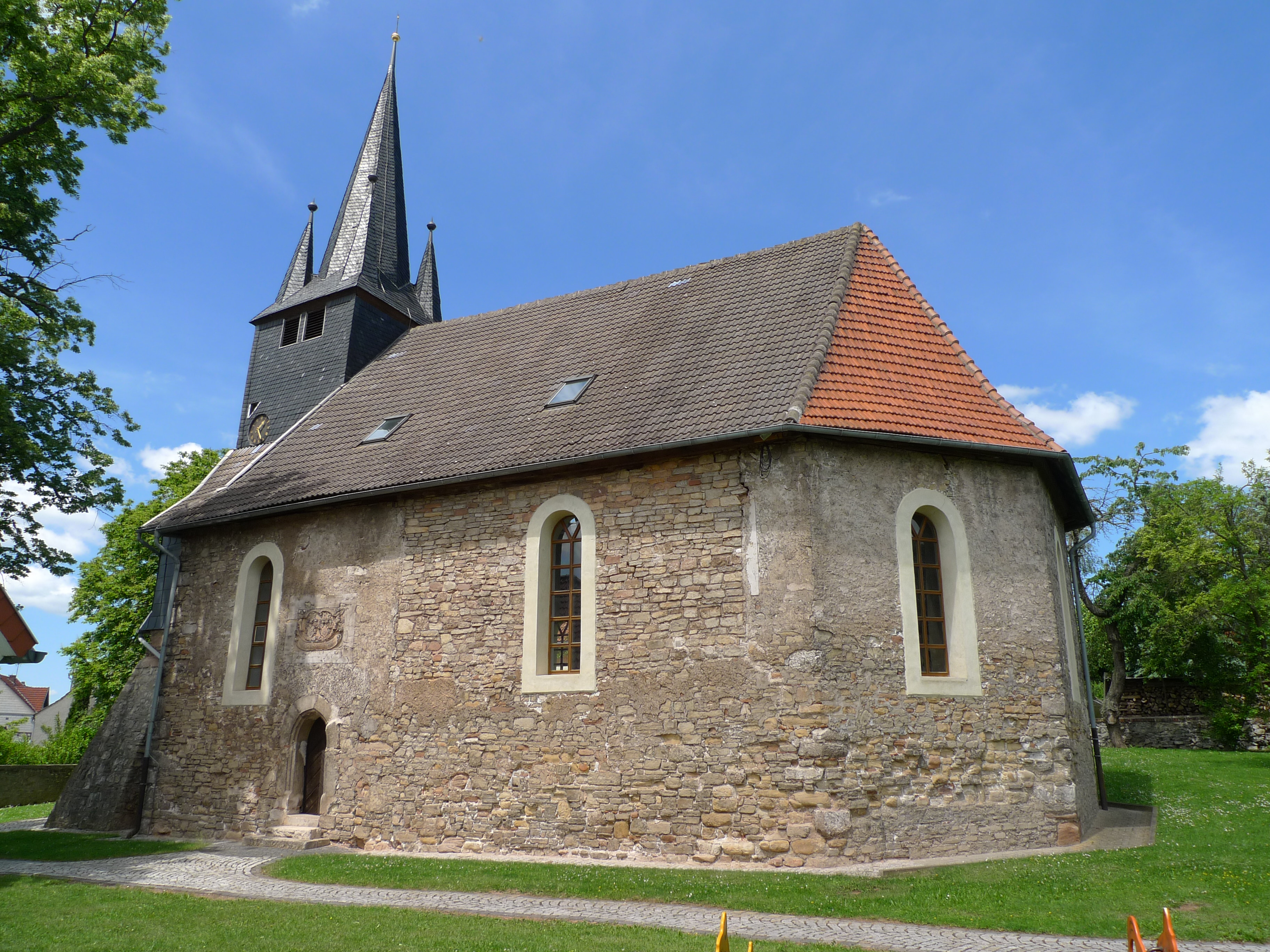
Evangelische Kirche St. Marien (Südansicht)

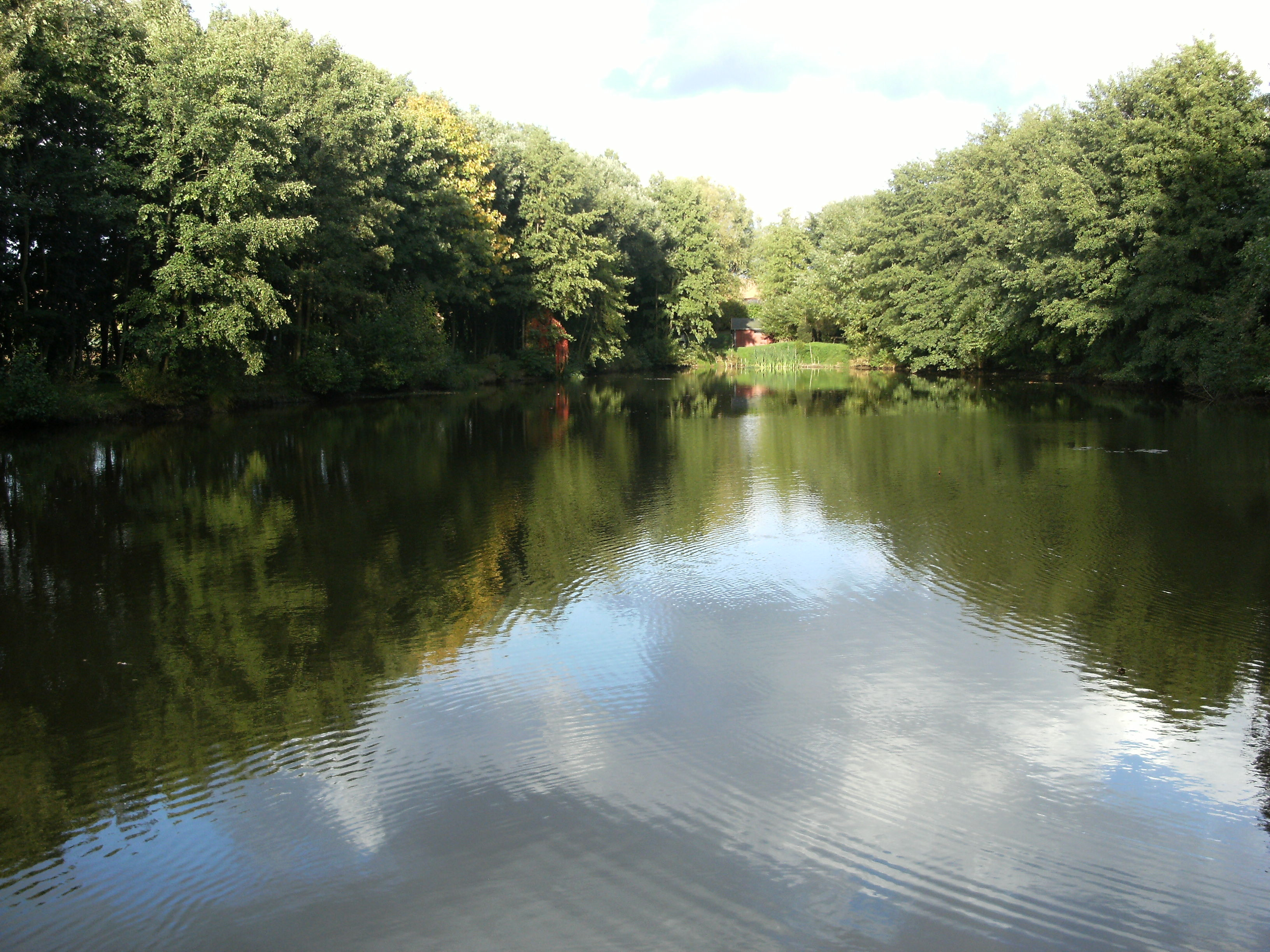
Wald-Teich

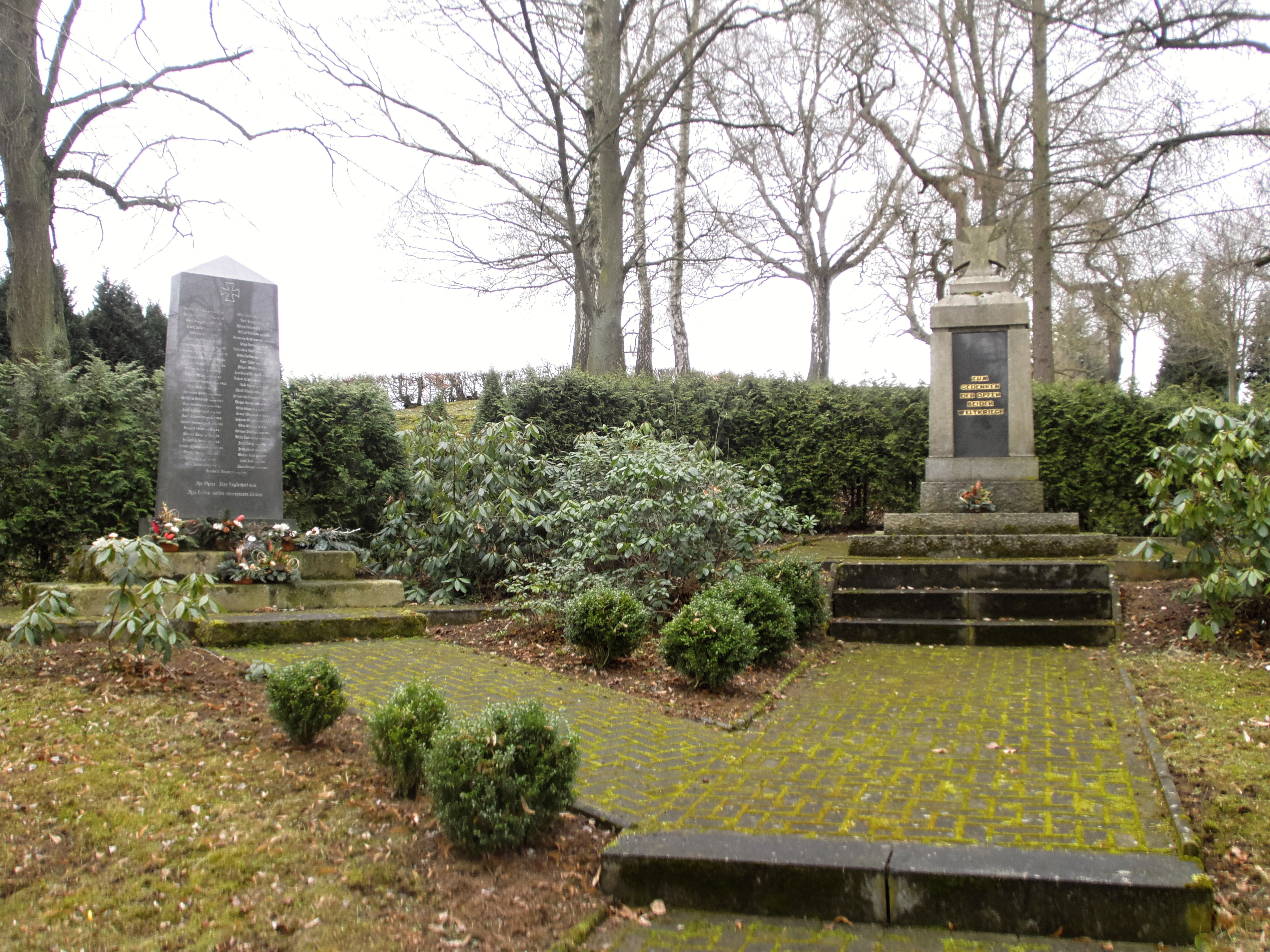
Kriegerdenkmal in Stöckey

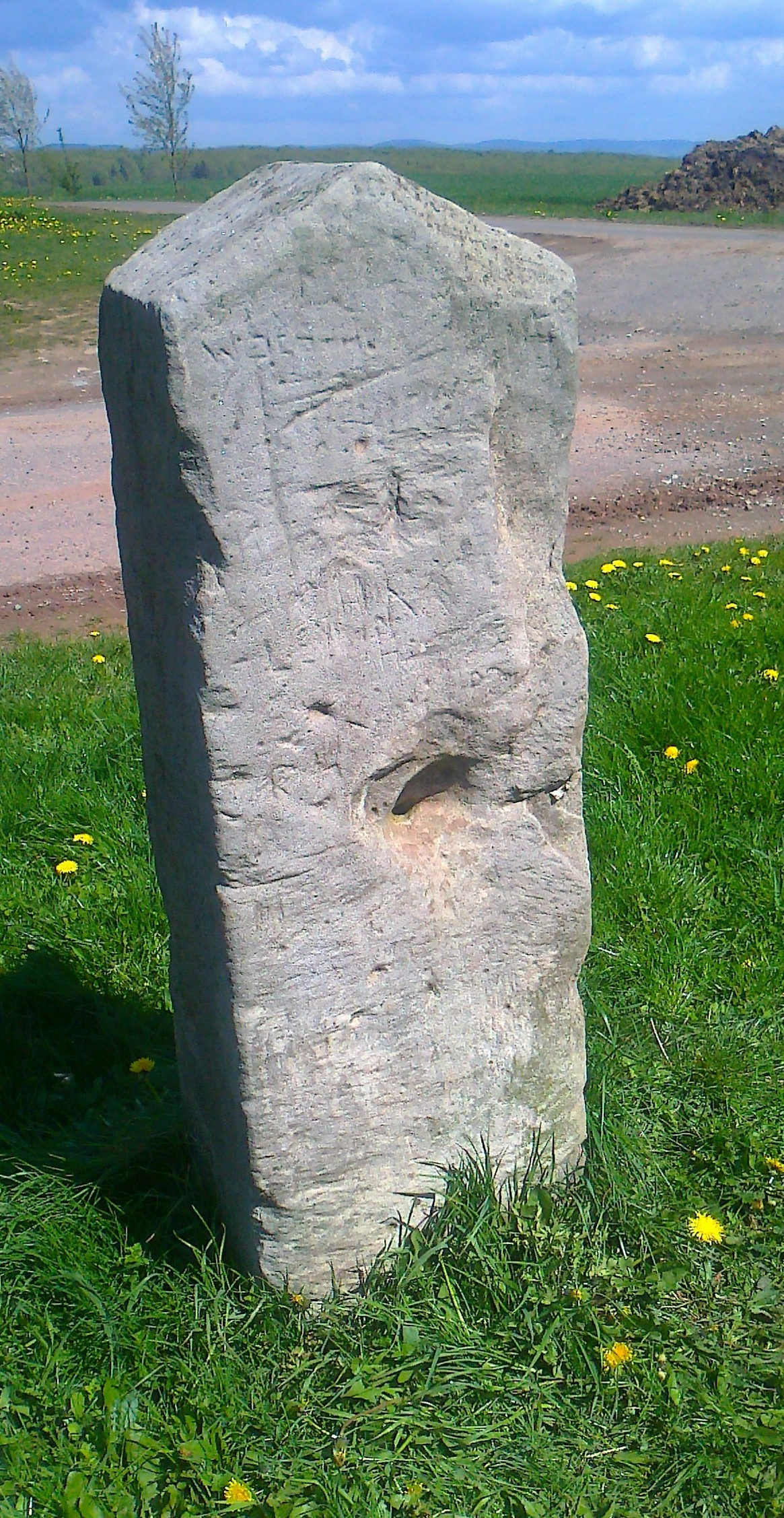
Grenzstein Weißer Stein, Stöckey

- 300 Jahre alter Lebensbaum im ehemaligen Gutspark
- Friedenseiche (stand ehemals am südlichen Ortsausgang)
- Helmespring
- Weißer (Weiser) Stein
- Wald-Teich (Philippus-Teich) zu Stöckey

## Abgegangene Kulturstätten und Wahrzeichen

### Bahnhof Stöckey
Die preußische Regierung erteilte in den Jahren 1905 und 1909 die Genehmigung zum Bau einer Eisenbahnstrecke zwischen Bleicherode und Herzberg. Dabei war die Lage der Kaliwerke Kleinbodungen, Neubleicherode und Weidmannshall (Bischofferode) von Bedeutung. Die Gesamtstrecke wurde am 31. Oktober 1911 feierlich eröffnet und der Gemeinde den Bahnhof Stöckey übergeben. Der Bahnhof mit einem kleinen Bahnhofsgebäude lag aber über 4 Kilometer vom Dorf entfernt an der Straße zwischen Stöckey und Weißenborn-Lüderode, bereits weit auf der Gemarkung des ehemaligen Ortes Lüderode. Zum Bahnhof gehörten einige Gleise, ein kleiner Güterschuppen und ein Bedienstetenwohnhaus. Bedeutung hatte der Bahnhof auf Grund der Lage weniger für die Personenbeförderung, sondern mehr für die Güter- und Holzverladung.
Anfang des 20. Jahrhunderts war auch eine Verlängerung der schmalspurigen Gartetalbahn von Duderstadt in östliche Richtung bis zum Bahnhof Stöckey vorgesehen, eine konkrete Planung dieses Streckenabschnittes kam aber nicht mehr zu Ausführung.
Durch die Grenzziehung nach 1945 verlor die Strecke zwischen Bischofferode und Zwinge, somit auch der Bahnhof Stöckey, an Bedeutung. Der Bahnverkehr wurde 1972 darauf endgültig eingestellt, das Bahnhofsgebäude abgerissen und die Strecke zwischen Bischofferode und Zwinge rückgebaut. Das Bahnhofsgelände wurde später mit landwirtschaftlichen Gebäuden überbaut. Heute erinnern nur noch die Reste der ehemaligen Streckenführung mit einigen Kunstbauten und das Wohnhaus für das Bahnhofspersonal an die Bahngeschichte des Ortes.

### Gutshof zu Stöckey
Eine Burg oder befestigte Hofanlage bestand bereits seit dem 11. Jahrhundert und geht mit der urkundlichen Erwähnung 1287 als apud villa Stoecke mit der Gemarkung Stöckey einher. Jene Erwähnung belegt die eigentliche Ersterwähnung des Ortes bereits vor 1287 in 1229. Die frühe Anlage einer Niederungsburg war vermutlich bereits mit einem Wassergraben umgeben, die Pinte führte unmittelbar am Gelände vorbei, bevor sie in die Helme mündet. Die Burg wurde durch die Grafen von Klettenberg und das Kloster Walkenried in Auftrag gegeben. Durch Gebietsabtretung unterstand sie den Grafen von Hohenstein, den späteren Herren von Hohenstein-Klettenberg-Lohra. Viele Jahrhunderte waren dann die Herren von Mützschefahl aus dem Untereichsfeld die Besitzer, in dieser Zeit erfolgte wohl auch der Umbau zu einem Rittergut, das Herrenhaus wurde als zweistöcker, zweiflügliger Fachwerkbau über einem Sandsteinsockel 1604 errichtet, die Wirtschaftsgebäude gruppierten sich um einen Innenhof. Zuvor wurde es 1587 als Hof zum Stockey erneut wieder erwähnt. Nachfolgend kam es an die Herren von Bodenhausen, diese vergaben es dann an die Herren vom Hagen, welche es kurzzeitig durch eine Heirat rückverlehnten. Nach dem endgültigen Abzug der Herren vom Hagen um 1880 kamen die Herren von Minningerode auf das Gut. Noch Ende des 19. Jahrhunderts waren die Wassergräben um die Gutsanlage vorhanden.
Im Jahre 1919 erwarb ein Ilmenauer Fabrikbesitzer namens Glaser das Gut als sein Anwesen. Er verpachtete es indessen an die Gebrüder König. 1924 wurde es an Gustav Holland verkauft. Dieser lebte bis zur Enteignung 1945 unter den Sowjets dort. Man versuchte über Nacht alles zu retten, was ging, und die gesamte Familie in Sicherheit zu bringen. In der folgenden Nacht wurde das Gut mit Forst und Ländereien enteignet.
In das leere Gebäude zog die Schule ein bis 1955. Das Gesindehaus und Stallungen wurden später dem Boden gleichgemacht. Im ehemaligen Herrenhaus wohnten noch einige Familien zusammen. Das Herrenhaus musste dann 1982 weichen, und Neubauern zogen auf das Land. Bereits 1948 baute Johannes Grundmann auf dem Gelände einen ersten Teil seines Wohnhauses.

### Molkerei
Am 9. September 1901 wurde die Eröffnung einer Molkerei-Genossenschaft im Worbiser Kreisblatt angekündigt. Jene diente jahrzehntelang ihrem Zweck und wurde ab 1955 das neue Schulgebäude.

### Wasserturm
Einst schmückte des kleinen Dorfes Silhouette ein hoher Wasserturm. Dieser versorgte das Dorf mit frischem, kalkfreiem Wasser. Nahe der Wende wurde er rückgebaut; seitdem wird das Dorf durch kalkreiches Trinkwasser aus dem mehr als sechs Kilometer entfernten Nachbarort Weißenborn-Lüderode versorgt, da die Rohre durch Muschelkalkschichten verlaufen.

## Verkehr
Durch den Ort verläuft die Landstraße L2060, deren Abschnitt zwischen Weißenborn und Stöckey seit Jahrzehnten in einem katastrophalen Zustand ist und einst eine wichtige Verbindungsstrecke darstellte. Diesen Status könnte sie heute noch tragen, wenn Maßnahmen eingeräumt werden würden.

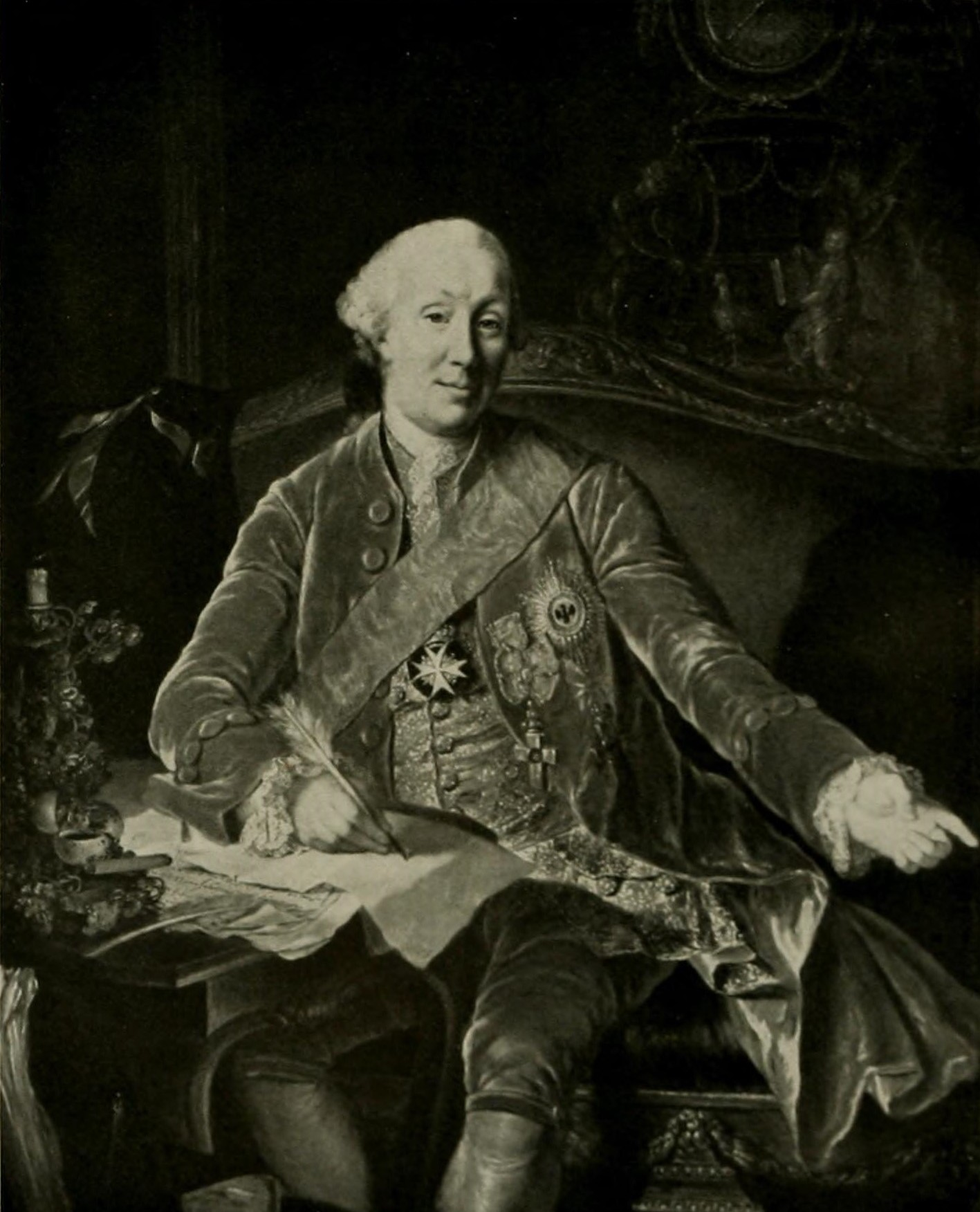
Staatsministers Ludwig Philipp vom Hagen, 1771

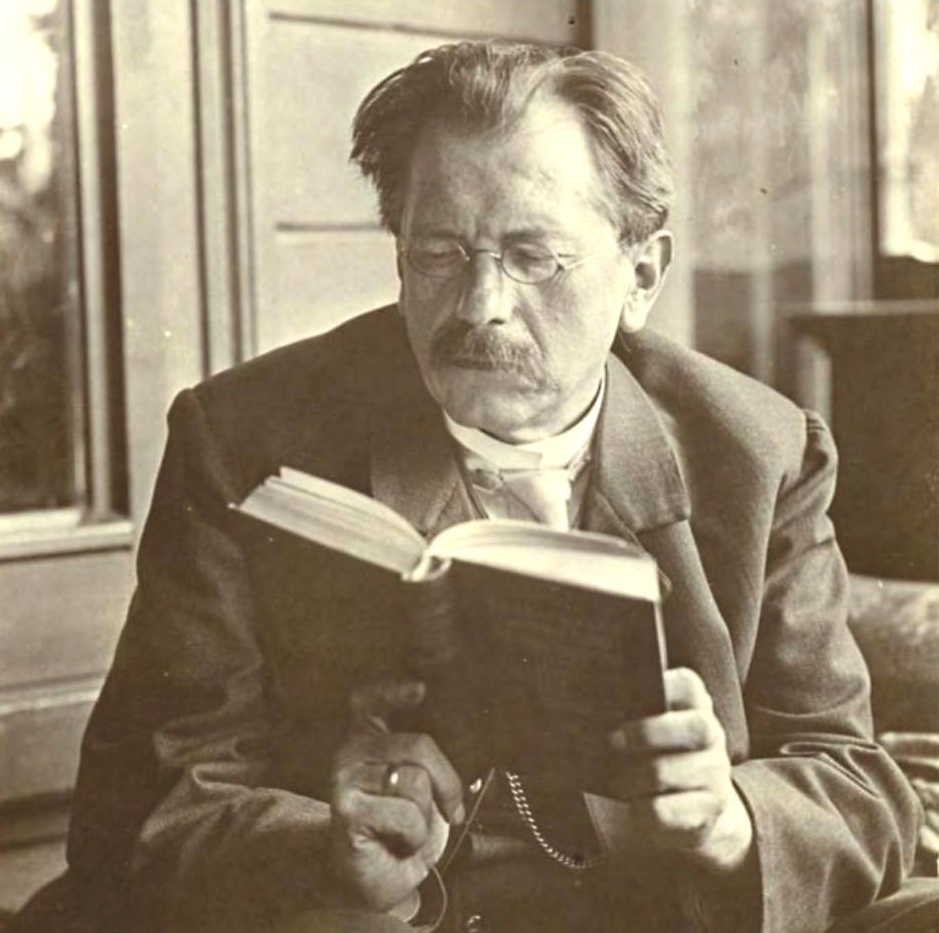
Reformpädagoge Hugo Gaudig, 1911

## Persönlichkeiten

### Söhne und Töchter des Ortes
- Friedrich Philipp Freiherr vom Hagen (1683–1754), Architekt und Minister Preußens
- Wilhelm Adolf vom Hagen (1721–1787), Domherr von Naumburg, Erbherr auf Obergebra und Stöckey und Ritterschaftsdirektor der Grafschaft Hohenstein
- Ludwig Philipp Freiherr vom Hagen (1724–1771), Staatsminister unter Friedrich dem Großen
- Christoph Friedrich Wilhelm vom Hagen (1754–1813), preußischer Geheimer Oberfinanzrat und Stammvater des gräflichen Zweiges des thüringischen Adelsgeschlechts Hagen
- Henriette Ernestine Christiane vom Hagen (1760–1794), freischaffende Künstlerin und Poetin
- Ludwig Philipp Wilhelm vom Hagen (1770–1842), Jurist und hoher Verwaltungsbeamter
- Hugo Gaudig (1860–1923), Reformpädagoge

### Personen mit Bezug zum Ort
- Anton Otto (um 1505 – vor 1588), evangelischer Theologe und Pfarrer

## Vereine
- SG Rot-Weiß Stöckey e. V.
- Stöckey'er Frauenchor
- Karnevalsverein „Stengelsocken“
- Schützenverein Stöckey von 1903 e. V. und die Jagdgesellschaft
- Freiwillige Feuerwehr Stöckey
- Rassengeflügelzuchtverein Steinrode-Stöckey e. V.
- Förderverein „Dorfleben Stöckey“ e. V.